# Elecciones parlamentarias de Hungría de 1945
Las elecciones parlamentarias de Hungría de 1945 tuvieron lugar el 4 de noviembre del mencionado año con el objetivo de elegir a los miembros de la Asamblea Nacional y restablecer las instituciones constitucionales del país después del final de la Segunda Guerra Mundial, el derrocamiento del régimen de Miklós Horthy, la invasión del país por parte de la Alemania nazi y la posterior ocupación por parte de la Unión Soviética. Las instituciones resultantes condujeron a la abolición de la monarquía y la instauración de una república parlamentaria. Fueron las primeras elecciones húngaras bajo sufragio universal, directo y secreto para adultos, y por lo general son consideradas las primeras elecciones relativamente libres en la historia del país.
A pesar del ambiente de apertura política, los comicios se realizaron bajo la ocupación soviética (comandada por el mariscal Kliment Voroshílov) que buscó favorecer al Partido Comunista (MKP) liderado por Mátyás Rákosi. Todos los antiguos partidos conservadores que habían formado parte del régimen de Horthy fueron prohibidos, al igual que el Partido de la Cruz Flechada fascista que había regido durante la ocupación alemana. Los ciudadanos juzgados por colaboracionismo durante el conflicto fueron excluidos de votar. Solo los partidos que habían integrado el «Frente Nacional de la Independencia Húngara», organización creada para luchar contra la ocupación nazi, podían presentar candidaturas. El país fue gobernado por un régimen interino encabezado por el militar Béla Miklós y se impuso una jefatura de Estado colectiva con integrantes de los partidos participantes del Frente. No obstante, los esfuerzos de los soviéticos para que se presentara una lista única fracasaron y los seis partidos legalmente constituidos compitieron entre sí. La legislación electoral aprobada para los comicios no preveía un número exacto de escaños a cubrir, estableciendo únicamente cuántos votos hacían falta para lograr un escaño y previendo una composición mixta por miembros electos en dieciséis circunscripciones plurinominales y una nacional. Por tanto, la composición de la Asamblea Nacional dependería exclusivamente de la cantidad de votos emitidos en los comicios.
La campaña fue tensa y polarizante. El agrarista Partido Independiente de los Pequeños Propietarios (FKgP), que había liderado la oposición parlamentaria al régimen de Horthy, concurrió liderado por Zoltán Tildy con una campaña enfocada en exaltar la defensa de la propiedad privada, la libertad política y los valores conservadores, católicos y nacionalistas del país frente a las crecientes presiones para una toma de poder de los comunistas. Por su parte, el Partido Comunista centró su discurso en la reconstrucción del país tras la guerra, defendiendo la nacionalización de la industria, la imposición de altos impuestos a los ricos y las reformas al sistema educativo, así como exaltar sus credenciales como líderes de la liberación del país de la ocupación nazi. Por su parte, el Partido Socialdemócrata de Hungría (MSZDP) buscó perfilarse como una alternativa moderada al MKP y al FKgP. El MKP esperaba explotar electoralmente su papel en la derrota bélica del nazismo, así como la reforma agraria recientemente realizada por el ejecutivo interino de Miklós al auspició de la Unión Soviética, y llegó a las elecciones con un ánimo marcadamente triunfalista, esperando obtener una victoria abrumadora.
En lo que se consideró un sorpresivo revés, el resultado fue una aplastante victoria para el FKgP, que obtuvo el 57,03 % de los votos válidamente emitidos y una amplia mayoría absoluta en la Asamblea Nacional con 245 de 409 escaños. El FKgP se impuso en todas las circunscripciones, con un desempeño particularmente fuerte en las áreas rurales pero también un importante peso en las urbanas, lo que le permitió ganar en la gran mayoría de los condados, distritos y ciudades independientes del país. El MSZDP fue el segundo partido más votado con un 17,41 % y 69 escaños. El MKP sufrió una masiva derrota, obteniendo solo el 16,96 % de los votos, ligeramente por detrás de los socialdemócratas en términos de voto popular, aunque obtuvo 70 escaños, ubicándose segundo en términos legislativos. La mayor competencia se registró en las ciudades, donde el MSZDP y el MKP compitieron duramente por el voto urbano y obrero, una división que en última instancia favoreció al FKgP. El Partido Nacional Campesino (NPP) obtuvo el 6,87 % de los votos y 23 escaños, disputando al FKgP algunas regiones agrarias en las regiones de Békés, Szabolcs y Hajdú-Bihar. Los partidos liberales menores, el Partido Cívico Democrático (PDP) y el Partido Radical Húngaro (MRP), sufrieron duros reveses ante la monpolización del voto anticomunista por parte del FKgP, obteniendo solo el 1,62 % y el 0,12 % respectivamente. El PDP logró dos escaños en Budapest. La participación electoral fue masiva y alcanzó un 92,5 % del electorado registrado, un porcentaje que no volvería a lograrse en una elección multipartidista en Hungría.
La magnitud de la derrota tomó por sorpresa a los soviéticos, que esperaban una fácil victoria para el MKP. Aunque el FKgP había obtenido una mayoría muy por encima de la requerida para formar gobierno por sí solo, la fuerza de ocupación militar soviética dejó claro que no toleraría la formación de un gobierno que no incluyera a los comunistas. Aun así, los soviéticos debieron aceptar que Zoltán Tildy asumiera como primer ministro de Hungría el 15 de noviembre en el marco de un gobierno de coalición. Por presión de los comunistas, al MKP se le entregó el Ministerio del Interior (lo que les otorgó el control de la policía y el ejército) y el líder del partido, Rakósi, asumió como vice primer ministro. Meses más tarde, el 1 de febrero de 1946, la monarquía fue formalmente abolida y fue proclamada la República Húngara. Tildy asumió como el primer presidente del nuevo estado y Ferenc Nagy (que había encabezado la lista del FKgP a nivel nacional y en el condado de Pest), lo sucedió como primer ministro. Desde su posición militar dominante, los comunistas comenzaron a debilitar el nuevo sistema democrático progresivamente, allanando el camino para su eventual toma de poder.
Las elecciones húngaras de 1945 suelen ser vistos como los comicios más limpios que tuvieron lugar en Europa del Este después del final de la guerra, antes de la toma de poder total por parte de los partidos comunistas auspiciada por la Unión Soviética y el establecimiento del Bloque del Este. El rotundo fracaso electoral de los comunistas húngaros es a menudo citado por historiadores y analistas como un factor clave detrás de la decisión de los soviéticos de recurrir al fraude o la violencia política en las elecciones posteriores de la región.

## Contexto

### Segunda Guerra Mundial
Los años 1944 y 1945 en el Reino de Hungría (integrante de las Potencias del Eje en el marco de la Segunda Guerra Mundial) estuvieron marcados por el caos bélico, el genocidio, la incertidumbre política y la intervención internacional en el país. El 19 de marzo de 1944, a fin de evitar la retirada del Eje por parte de Hungría bajo la regencia de Miklós Horthy (que buscaba impedir una inminente invasión por parte de la Unión Soviética), la Alemania nazi lanzó la Operación Margarethe que resultó en la ocupación militar del país y el comienzo del Holocausto contra los judíos húngaros. A finales de 1944, los nazis propiciaron un golpe de Estado definitivo que depuso a Horthy y lo suplantó por el Gobierno de Unidad Nacional, un régimen títere encabezado por el fascista Ferenc Szálasi del Partido de la Cruz Flechada. A partir del 15 de octubre el país se sumió en un estado de caos y terrorismo de Estado generalizado. Opositores políticos (incluyendo miembros del Parlamento húngaro), diplomáticos extranjeros y otros sectores desafectos fueron rápidamente detenidos o asesinados. Pese a la constante instauración de leyes discriminatorias y el abierto antisemitismo, el gobierno previo a la invasión había rechazado consistentemente las solicitudes de los nazis para deportar a la población judía, por lo que para 1944 era prácticamente el único país de Europa que todavía tenía a su comunidad judía relativamente intacta. Tras la ocupación, el genocidio contra los judíos húngaros resultó en la deportación de más de medio millón de personas, lo que supuso el exterminio de más de la mitad de la comunidad judía húngara en un período inferior a un año.
El derrocamiento de Horthy destruyó las últimas esperanzas del Estado húngaro de evitar una ocupación por parte de la Unión Soviética y precipitó que los soviéticos reanudaran su ofensiva sobre el país, desalojando a las fuerzas del Eje de la mayor parte del territorio húngaro para finales de octubre e iniciando el sitio de Budapest, que duró cincuenta días y fue una de las batallas más sangrientas de toda la guerra. La ciudad se rindió finalmente ante los soviéticos el 13 de febrero de 1945, una victoria decisiva para los Aliados que aceleró considerablemente el fin de la Segunda Guerra Mundial en Europa. Szálasi y varios de sus soldados se habían retirado de la ciudad mucho antes de que esta fuese capturada, aunque varios de sus partidarios resistieron hasta el final. A pesar de la seguridad de la derrota, Hitler había ordenado defender Budapest hasta el último hombre y el Partido de la Cruz Flechada continuó el plan sistemático de exterminio de alrededor de 15.000 judíos desde el comienzo del asedio hasta su desalojo total por parte de los soviéticos. La ciudad sufrió importantes daños causados por las tropas soviéticas y rumanas atacantes y las tropas alemanas y húngaras defensoras. Más de 38.000 civiles murieron durante el conflicto y todos los puentes fueron destruidos por los alemanes. El régimen títere de Szálasi no presentó su rendición formal ni anunció su disolución hasta la capitulación alemana que terminó la guerra en Europa en mayo.

### Gobierno interino

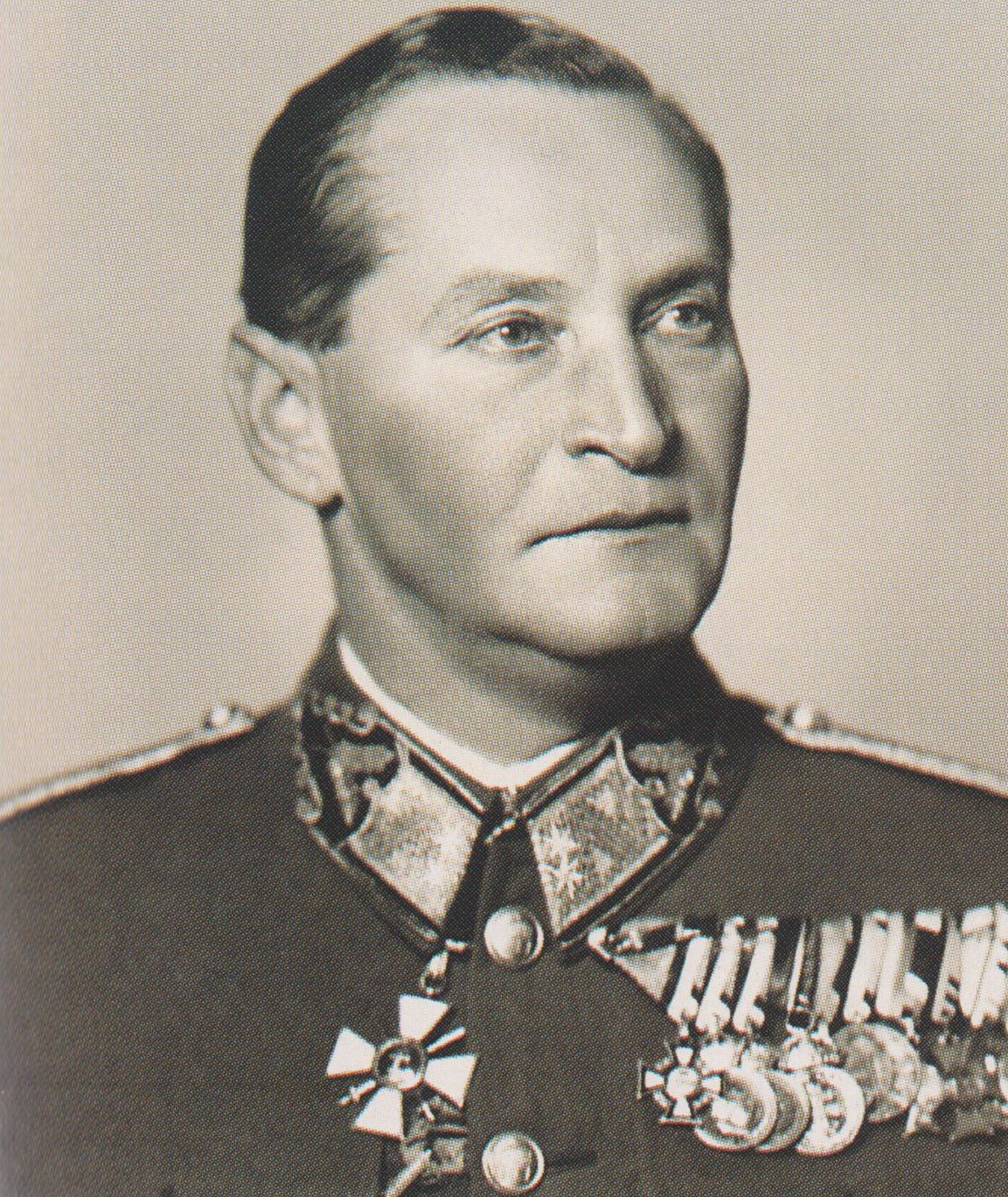
Béla Miklós asumió el gobierno provisional tras la guerra.

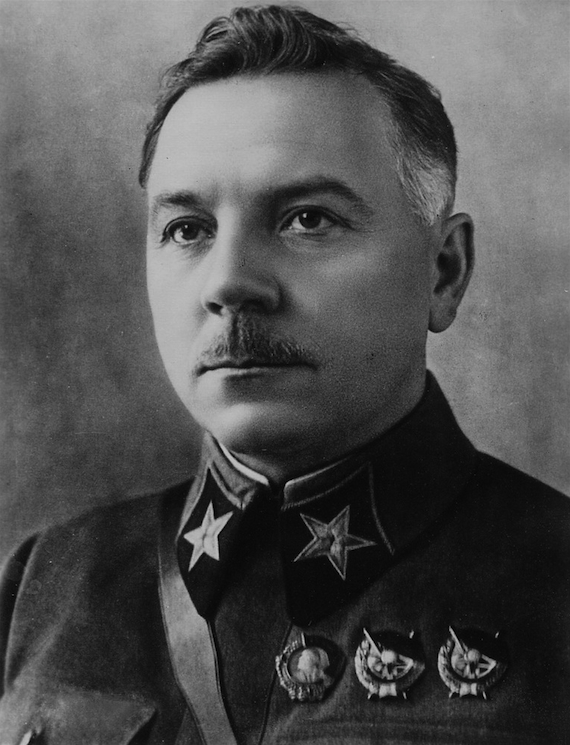
El mariscal Kliment Voroshílov supervisó la ocupación soviética.

Tras la caída del régimen de Horthy en octubre de 1944, las fuerzas soviéticas comenzaron a discutir la formación de un gobierno húngaro rival que reemplazara al de Szálasi tras desalojar a los nazis del país. El coronel general Béla Miklós, que había asumido el mando del Primer Ejército Húngaro en agosto, desertó a los Aliados el 17 de octubre y pidió a su ejército que se uniera con él. Los soviéticos rearmaron a los prisioneros de guerra y planearon formar un ejército de liberación húngaro con los desertores. Pero, con la excepción de un comandante de regimiento, ningún otro oficial húngaro desertó en respuesta a la petición de Miklós. El único comandante de regimiento que desertó fue arrestado por los alemanes y ejecutado de inmediato. Durante noviembre, en las zonas de ocupación soviética se realizaron elecciones bajo reuniones públicas de emergencia que consitutyeron una Asamblea Nacional Provisional. Cinco partidos políticos: el Partido Independiente Cívico de los Pequeños Propietarios y de los Trabajadores Agrarios  (FKgP), el Partido Comunista de Hungría (MKP), el Partido Socialdemócrata de Hungría (MSzDP), el Partido Nacional Campesino (NNP) y el Partido Cívico Democrático (PDP) confluyeron en el Frente Nacional de la Independencia Húngara como un bloque antifascista multipartidista. El parlamento provisional de 498 miembros se reunió en Debrecen el 21 de diciembre y proclamó la formación de un gobierno interino: el Alto Consejo Nacional con integrantes del FKgP y el MKP asumió la jefatura colectiva del Estado, mientras que Miklós fue juramentado como primer ministro.
El 20 de enero de 1945 el gobierno provisional firmó un armisticio formal entre Hungría y la Unión Soviética, según el cual se estableció la «Comisión de Control Aliada» que terminó previendo la dinámica posterior para la hegemonía comunista en la región y el comienzo de la Guerra Fría. La Unión Soviética rechazó las demandas de que los aliados occidentales de influir en la toma de decisiones del Consejo (otorgándoles simplemente un vago derecho a consulta) y se arrogó unilateralmente el derecho a manipular las reglas electorales y arrestar ciudadanos húngaros sin el consentimiento de los otros aliados o el gobierno local. El mariscal soviético Kliment Voroshílov asumió el liderazgo de la Comisión, con órdenes directas de prever una toma de poder comunista en Hungría.
Una vez que el nuevo régimen pudo asegurar el control total del territorio húngaro (que volvió a sus fronteras anteriores a 1938), comenzó a definirse el rumbo político que tomaría la nación. La presencia de una ocupación militar directa por parte de los soviéticos y la destrucción casi total del ejército nacional forzaron al liderazgo político húngaro a aceptar una importante presencia comunista en el nuevo gobierno, pero la ausencia casi total de apoyo local (el MKP había sido ilegal durante décadas y siempre había tenido una afiliación marginal respecto a otros partidos comunistas de la región), así como la necesidad de garantizar un frente unido para pacificar al país tras terminar la guerra obligaron a los comunistas a tolerar un importante predominio inicial por parte de los elementos no comunistas en la administración. Sin embargo, la dirigencia comunista impulsó la concreción de numerosas políticas que respondían a sus intereses. El gobierno de Miklós inició una reforma agraria, eliminó a los «elementos reaccionarios» del funcionariado y proscribió políticamente a los partidos conservadores y derechistas que habían dominado la política húngara antes de la invasión.

### Convocatoria electoral
En su declaración del 22 de diciembre de 1944, la Asamblea Nacional Provisional que configuró el gobierno interino se había comprometido con la realización de elecciones al término de la guerra. La Conferencia de Yalta realizada en febrero de 1945 preveía una mayor intervención de los Aliados occidentales en las Comisiones Aliadas en Europa Oriental (finalmente pautada en los posteriores Acuerdo de Potsdam), así como la celebración de elecciones «democráticas y sin restricciones» en los diferentes países, incluyendo un sistema multipartidista y un marco electoral justo. Sin embargo, la ocupación soviética se movía rápidamente para dilatar la convocatoria electoral en Polonia y avanzaba en acelerar el avance comunista en Bulgaria y Rumania. En Hungría, los comunistas impulsaron una accidentada reforma agraria que alteró radicalmente la estructura de la propiedad en el país. Las reformas económicas implicaron la confiscación a gran escala de bienes de la poderosa Iglesia Católica, que comenzó a contribuir a la reorganización de la oposición anticomunista. Preocupados por la creciente influencia soviética en Hungría y con la expectativa de poder emplear el clima económico y social desfavorable para contrarrestar una toma de poder comunista, las potencias occidentales declararon que no reconocerían al nuevo gobierno húngaro si este no celebraba elecciones lo más rápido posible.
Energizada por un considerable aumento de su membresía tras su legalización, la jerarquía del Partido Comunista estaba convencida erróneamente de que la reforma agraria había sido popular y tenía la expectativa de haber ganado prestigio por haber liberado al país del control nazi. Rákosi planteó en mayo de 1945 la necesidad de una inmediata convocatoria electoral, afirmando que los comunistas «no tenían por qué temerle» a elecciones competitivas porque confiaba en un triunfo aplastante. A pesar de haber apuntalado el liderazgo de Rákosi y de haber dispuesto como principal directriz la independencia de los comunistas húngaros en cuanto al margen de acción, Stalin era consciente del arraigado anticomunismo en la sociedad húngara de la época, por lo que fue cauto con respecto a las perspectivas electorales y políticas a corto plazo. A tal fin, recomendó a la jerarquía del MKP evitar un triunfalismo excesivo o acelerar demasiado la toma de poder total, expresando que: «no hay que ser parco en palabras, pero tampoco hay que asustar a la gente. Luego, una vez fortalecidos, se puede ir más allá».
Al igual que en otros países de Europa del Este, Stalin y sus asesores favorecían para Hungría la creación de un «frente popular» y que todos los partidos políticos se repartieran los escaños antes de la elección, convirtiendo el proceso en una mera ratificación simbólica. Sin embargo, a diferencia de sus vecinos, el MKP tenía que disputar la arena política con fuerzas anticomunistas fuertemente arraigadas y mucho más fuertes. El agrarista Partido Independiente de los Pequeños Propietarios (FKgP) había emergido como el partido más conservador que todavía operaba legalmente, lo que llevó a que los pocos elementos de la élite política húngara de la preguerra pasaran a engrosar sus filas. Voroshílov reconocía la fuerza del FKgP y estaba dispuesto a darle un 47 % de los escaños parlamentarios. Sin embargo, tanto el FKgP como los mismos comunistas húngaros rechazaron ir juntos a las elecciones. Rákosi deseaba una coalición compuesta solo por fuerzas de izquierda (inclinándose por cooperar exclusivamente con los socialdemócratas y los nacionalcampesinos) que derrotara electoralmente a los conservadores, clamando en julio de 1945 que una alianza comunista-socialdemócrata obtendría «el 70 %, sino más o algo menos». A pesar de recibir otras evaluaciones más realistas, Stalin y la dirigencia soviética se vieron engañados por el triunfalismo de los comunistas locales y aceptaron la propuesta de Rákosi. A modo de prueba, se convocó a elecciones municipales en el Gran Budapest para octubre de 1945 como un ensayo general.
Los comicios municipales, ferozmente polarizados entre el FKgP y el «Frente de Unidad» entre el MKP y el MSzDP, resultaron en una sorpresiva derrota para los comunistas, con el FKgP obteniendo alrededor del 50 % de los votos y el bloque de izquierda un 43 %. La derrota, aunque estrecha, conmocionó a la dirigencia comunista por haber perdido un bastión urbano frente a una formación de fuerte identificación agraria. Asimismo, la hasta entonces confiada jerarquía militar soviética razonó que la realización de elecciones competitivas implicaban una derrota segura para los comunistas. Sin embargo, la demostración de fuerza envalentonó a la oposición anticomunista, por lo que ya era demasiado tarde para reimponer la estrategia del «frente popular». En septiembre de 1945 la Asamblea aprobó la «Ley VIII sobre las elecciones a la Asamblea Nacional», la cual convocó a elecciones parlamentarias para el 4 de noviembre y estableció el marco regulatorio para el censo electoral, la inscripción de los partidos políticos y la administración electoral. La ley (que ampliaba considerablemente el derecho al sufragio y disponía de salvaguardas efectivas para impedir el fraude electoral) contó con el aval de las potencias Aliadas y de todo el arco político del país.

## Partidos políticos

### Partido Independiente de los Pequeños Propietarios

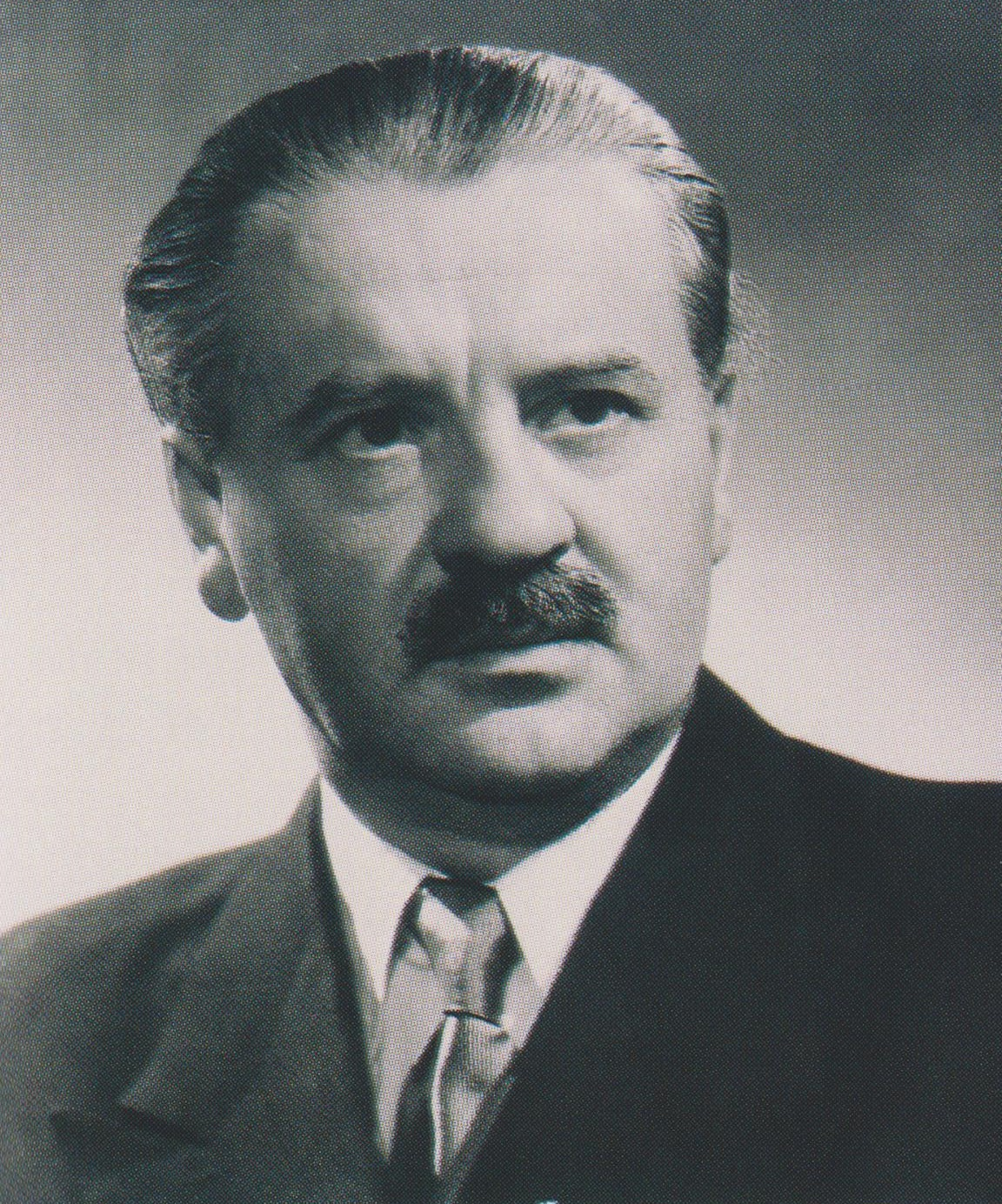
Zoltán Tildy, parlamentario durante la preguerra, fue líder del FKgP durante las elecciones.

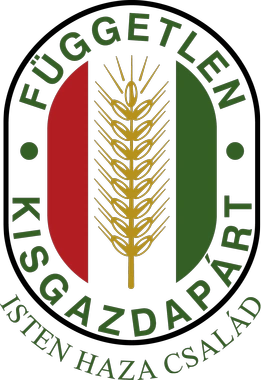
Logo del FKgP.

El Partido Independiente Cívico de los Pequeños Propietarios y de los Trabajadores Agrarios, habitualmente referido como «Partido Independiente de los Pequeños Propietarios» y abreviado como FKgP, había surgido como un influyente partido de base agraria durante el período de la regencia tras su fundación en 1930, erigiéndose como el tercer partido más votado en las elecciones de 1931, y el segundo más votado en las de 1935 y 1939. El partido representaba a una facción antifascista del gobernante Partido de la Unidad, representando los intereses de los campesinos terratenientes, junto con algunos campesinos pobres y la clase media urbana, y abogaba por la reforma agraria y la democratización desde una visión demócrata cristiana y liberal conservadora. Liderado a partir de 1940 por Zoltán Tildy, el FKgP había rechazado rotundamente la entrada de Hungría a la Segunda Guerra Mundial del lado del Eje, realizando protestas contra la guerra tan tarde como en 1943. Tras la ocupación nazi, Tildy y otros líderes del partido pasaron a la clandestinidad, para luego colaborar activamente con las fuerzas de ocupación soviética e integrar el Frente Nacional, lo que le permitió prevalecer como fuerza política legal tras la guerra.
Finalizado el conflicto, Tildy reasumió el liderazgo del FKgP y este se reorganizó con miras a la competencia electoral. Su directiva mayoritaria era de orientación más que nada centrista. Los factores comunes que unificaban al liderazgo eran un sistema político multipartidista liberal, un énfasis agrario en la política económica (centrado en la agricultura húngara) y buenas relaciones con la Unión Soviética, pero una adhesión básica a la alianza anglo-estadounidense con Occidente. Además de Tildy, los dirigentes a cargo de defender este ideal amplio fueron Ferenc Nagy, Béla Varga y Béla Kovács. El 13 de abril, el FKgP absorbió al Partido de la Independencia y el '48 liderado por Vince Nagy, al Partido Agrario de los Trabajadores de la Tierra de István Dénes y al Partido Republicano Húngaro de Imre Veér.
El FKgP siempre había sido un partido ideológicamente amplio y de membresía heterodoxa, pero con el final de la guerra su coalición se amplió todavía más al incluir a destacadas figuras conservadoras de derecha. La ocupación soviética había disuelto el Partido de la Cruz Flechada, pero también prohibió que el antiguo Partido de la Unidad y varias fuerzas conservadoras del período de entreguerras se reorganizaran, aduciendo su colaboracionismo con el Eje, por lo que muchos políticos del período se exiliaron tras el fin de la guerra. Sin embargo, un importante sector de los conservadores húngaros que permanecieron en el país y que evitaron ser personalmente proscriptos de participación política por las nuevas legislaciones optó por unirse al FKgP (por mucho el partido más anticomunista y conservador del bloque gobernante) con el fin de apostar por impedir una toma de poder comunista por medios institucionales. Esta ala conservadora estaba liderada por figuras como Gyula Dessewffy, Dezső Sulyok y Zoltán Pfeiffer, quienes exaltaban todavía los valores «nacionalcristianos» de la era de Horthy y hacían del nacionalismo católico húngaro su principal base de apoyo. El partido tenía también un importante sector que apostaba por la colaboración constante con la ocupación soviética. Esta ala de izquierda estaba liderada por István Dobi y Gyula Ortutay y defendían la mayor cantidad de cambios posibles al viejo sistema en cooperación con los comunistas y los socialdemócratas.
Además de la membresía, los simpatizantes del FKgP también eran en extremo diversos socialmente. La mayoría de su base de votantes pertenecía al campesinado terrateniente o a la clase media urbana, pero también había muchos otros que habían estado vinculados en cierta medida con el viejo sistema y veían el futuro incierto con ansiedad. Sin embargo, la imposibilidad de registrar nuevos partidos políticos y el mínimo programa común en ese momento compartido por toda la dirigencia (retener a Hungría como una democracia liberal, proteger en lo posible la propiedad privada y salvaguardar la libertad religiosa en un país profundamente católico) facilitó que el FKgP concurriera cohesionado a los comicios, con la esperanza de que unir el voto anticomunista en una victoria contundente convencería a los soviéticos de respetar la soberanía de Hungría.

### Partido Comunista de Hungría

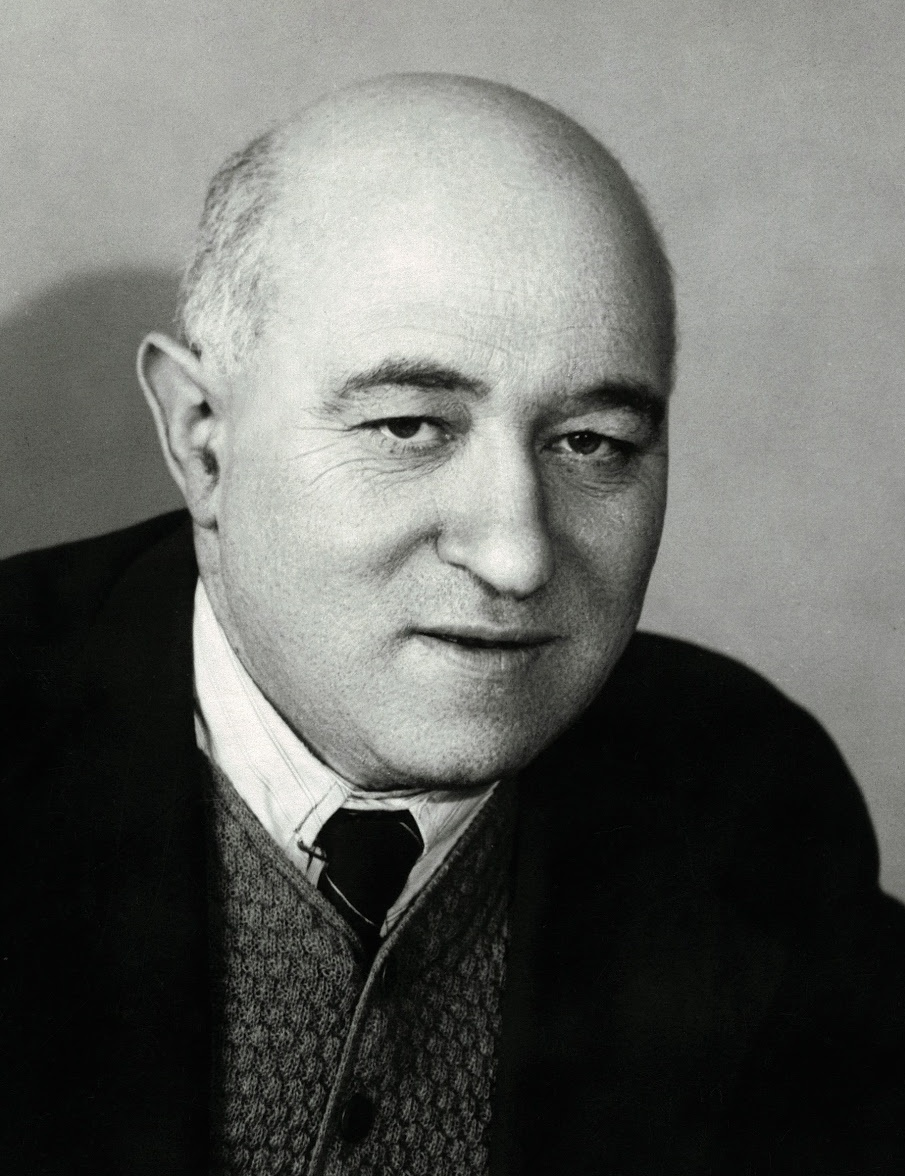
Mátyás Rákosi, preso durante quince años y exiliado a la Unión Soviética en 1940, fue impulsado por Stalin para liderar el Partido Comunista de Hungría.

Logo del MKP.

El Partido Comunista de Hungría había sido criminalizado en 1919, momento desde el cual fue sometido a una brutal represión por parte de los sucesivos regímenes húngaros. Esto condujo a su casi total extinción. Para el momento de la guerra, buena parte del liderazgo del MKP había pasado años en la clandestinidad o directamente en el exilio en Moscú. A pesar de que eran uno de los partidos comunistas más internamente débiles de Europa (llegando a la absoluta inactividad tras la disolución de la Internacional Comunista en 1943), los comunistas húngaros seguían jugando un papel importante en el movimiento comunista mundial. Sin embargo, para el momento del conflicto la membresía del MKP era minúscula y su directiva desorganizada: miles de comunistas húngaros habían perecido en las purgas anticomunistas del régimen local, mientras que varios de los exiliados en la Unión Soviética habían caído víctimas de las purgas estalinistas a mediados de la década. Entre los remanentes del MKP original, Mátyás Rákosi había intentado reorganizar el partido en Hungría en 1924, motivo por el cual fue arrestado y mantenido prisionero durante más de quince años por el régimen de Horthy, convirtiéndose de este modo en un ícono del comunismo húngaro (incluso un contingente predominantemente húngaro de voluntarios que luchó del lado de la República en la guerra civil española adoptó el nombre Batallón Rakosi). A Rákosi se le permitió exiliarse en Moscú en 1940, antes de la entrada húngara en la guerra. Como estrecho y leal colaborador de Iósif Stalin, Rákosi obtuvo una posición privilegiada para encabezar una jerarquía comunista de postguerra. Tras la invasión nazi de la Unión Soviética, el Partido Comunista ordenó a los comunistas húngaros reorganizarse y colaborar con movimientos no comunistas en un frente antialemán.
En 1943, la facción cooperativa de los comunistas húngaros liderada por János Kádár (que luego lideraría el régimen comunista durante la mayor parte de su existencia) estableció el «Partido de la Paz» como la primera expresión partidista del MKP. El movimiento de cuadros locales presidido por Kádár pero integrado también por figuras como László Rajk, István Kovács y Gábor Péter, mantuvo el control del partido hasta finales de 1944, cuando el comienzo de la ofensiva soviética intervino a favor de un liderazgo controlado por los dirigentes previamente exiliados con Rákosi a la cabeza, resaltando figuras como Ernő Gerő, Mihály Farkas, Imre Nagy y József Révai. Después de esto se reconstituyó nuevamente bajo el nombre «Partido Comunista de Hungría» y comenzó su proceso de reestructuración partidaria que se profundizaría tras el armisticio. Los comunistas pronto tuvieron un amplio apoyo entre la clase trabajadora urbana (especialmente los menos cualificados), los pobres rurales y la intelectualidad. El MKP ganó a muchos votantes de origen judío que habían sobrevivido a la guerra, pero también acogió en sus filas a muchos antiguos partidarios de la extrema derecha (los cuales fueron denominados «pequeña Cruz Flechada»).
El respaldo público al MKP también vino de gente que no estaba de acuerdo en absoluto con sus políticas, pero por una razón u otra, pensaba que el futuro estaba en manos de los comunistas. Las autoridades militares soviéticas dieron al MKP un apoyo especial. Había simpatizantes comunistas operando en todos los demás partidos, incluso en el nivel más alto, algunos de los cuales se unieron en secreto al MKP. Estos últimos recibieron el nombre de «criptocomunistas». De ser un partido casi desaparecido al comienzo de la guerra, el MKP comenzó el año 1945 como uno de los partidos con más afiliados del país, alcanzando las 300.000 personas en membresía total y con presencia en todas las principales ciudades de Hungría para el momento de la convocatoria electoral.
A pesar del aumento considerable de la membresía y el apoyo soviético, el MKP tuvo que hacer frente al arraigado anticomunismo de la población local. En Hungría el comunismo estaba fuertemente vinculado con la República Soviética, régimen gobernante durante la primera mitad del año 1919 bajo el liderazgo de Béla Kun, un período caracterizado por la inestabilidad política, el caos económico y numerosas atrocidades contra opositores, así como fuertemente desacreditado por ser visto como la causa de la incapacidad de Hungría para impedir el Tratado de Trianón de 1920 que había implicado la pérdida de más del 71 % del territorio del país previo a la Primera Guerra Mundial, incluyendo su salida al mar. El régimen de Horthy había mantenido una agresiva retórica anticomunista, y una gran cantidad de húngaros veía a los comunistas como agentes extranjeros, a lo que se sumaba que la gran mayoría de la jerarquía comunista húngara estaba vinculada a ese período (el mismo Mátyás Rákosi había ejercido como un comisario destacado del efímero régimen soviético). El MKP había logrado una adhesión particular entre las minorías étnicas y religiosas del país, pero esto precipitó que muchos cargos de peso del partido pertenecieran a estas minorías, como los sobrevivientes judíos del Holocausto. En sus reportes a Stalin, Voroshílov había declarado que consideraba la relativa falta de dirigentes húngaros étnicos en la estructura del partido como un condicionante para su escasa popularidad durante el período electoral.

### Partido Socialdemócrata de Hungría

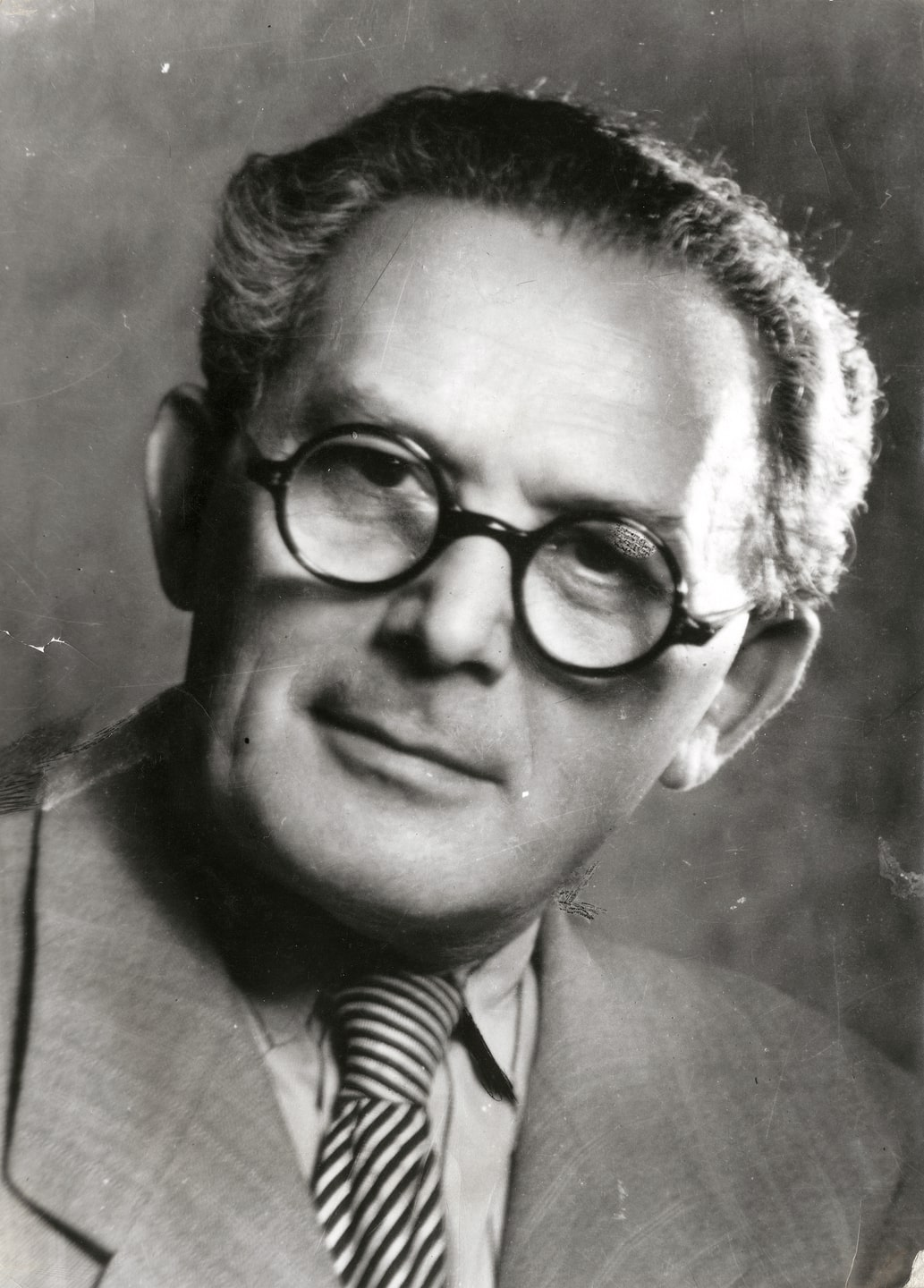
Árpád Szakasits lideró al MSzDP.

Logo del MSzDp.

El Partido Socialdemócrata de Hungría o MSzDP, fundado en 1890, era el único de los partidos mayoritarios del país que contaba con una fuerte presencia institucional anterior a la guerra cuya membresía no se había visto radicalmente alterada tras el conflicto. Durante las décadas previas a la guerra, con el comunismo proscripto, había funcionado como la principal fuerza política de la clase obrera húngara y mantuvo una influencia considerable en los sindicatos y las organizaciones de masas, a pesar de las restricciones impuestas por el régimen de Horthy. Aunque oficialmente participó en algunas elecciones legislativas, había sido objeto de una constante represión, con limitaciones legales y arrestos frecuentes de sus líderes y activistas. Pese a lo anterior, logró construir una estructura organizativa densa en los núcleos industriales urbanos, especialmente en Budapest y en otras ciudades con fuerte concentración obrera, donde mantenía una red activa de prensa partidaria, círculos culturales y cooperativas sindicales. Esta base le permitió sobrevivir institucionalmente a la guerra y reorganizarse rápidamente tras el colapso del régimen colaboracionista.
El liderazgo del MSzDP al final del conflicto estuvo inicialmente en manos de György Marosán y Anna Kéthly, dos de sus principales referentes históricos que habían sobrevivido a la guerra y recuperado la iniciativa organizativa. Sin embargo, el centro de poder pronto pasó a manos de Árpád Szakasits, un dirigente más pragmático y conciliador, que asumió un rol central en la reconstrucción del partido y en su estrategia de cooperación con el Frente Nacional. A diferencia del FKgP y el MKP, el MSzDP mantenía una estructura de militancia más regularizada, con afiliados que en su mayoría venían participando de su actividad desde hacía años, y con canales de socialización política que sobrevivieron a la guerra (especialmente en sindicatos, imprentas y mutuales obreras).
A pesar de ello, el partido no escapó a la presión del contexto. Desde el inicio, enfrentó divisiones internas entre una ala más centrista o democrática (representada por Kéthly y Marosán) que buscaba sostener una alternativa socialista no comunista, y otra más colaboracionista (encabezada por Szakasits) que defendía un acercamiento al MKP como estrategia para mantener influencia institucional y evitar la marginalización. Estas tensiones definieron buena parte de la vida interna del MSzDP entre 1944 y 1945. Aunque compartía con el MKP parte de la base social urbana y del discurso igualitarista, el partido socialdemócrata representaba una opción claramente diferenciada en su defensa del pluralismo político, la legalidad democrática y una vía evolutiva al socialismo. La represión sufrida durante la preguerra le confería cierto prestigio entre sectores obreros no radicalizados que desconfiaban del comunismo, y su discurso apelaba a una identidad obrera nacional y laica que lo diferenciaba del agrarismo católico del FKgP y del internacionalismo revolucionario del MKP. En un principio, el MSzDP se mostró dispuesto a colaborar con los comunistas dentro del marco del Frente Nacional, pero insistió en preservar su autonomía y competir en las elecciones como fuerza independiente. En paralelo, sufrió la infiltración paulatina de «criptocomunistas» y cuadros afines al MKP, que promovían una eventual unificación partidaria.

### Partido Nacional Campesino

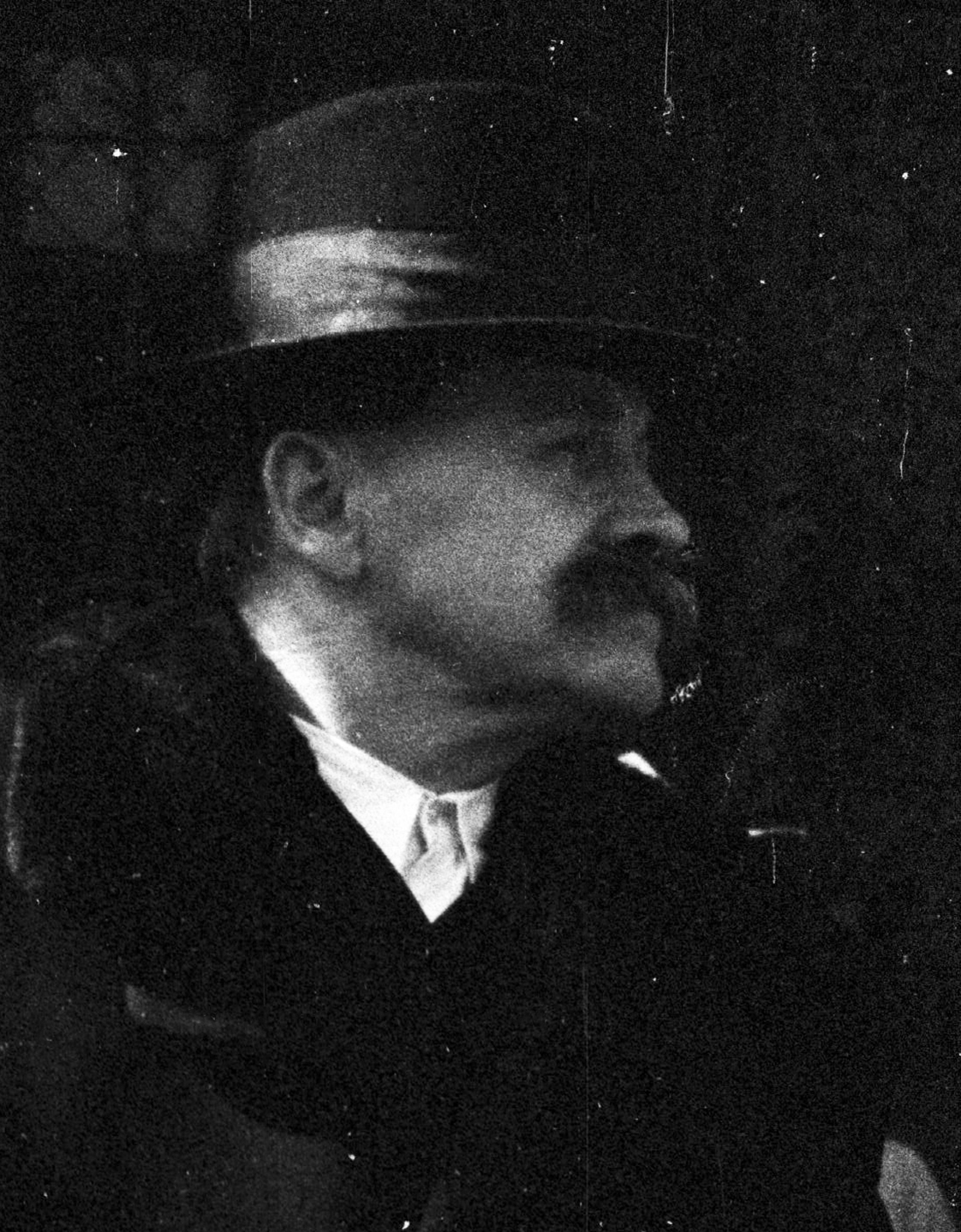
Péter Veres lideró al NPP.

Logo del NPP.

El Partido Nacional Campesino fue establecido poco antes de la guerra, en 1939, a partir de los movimientos populistas agrarios e intelectuales vinculados al movimiento literario y político denominado népi mozgalom («populismo»). El partido fue fundado formalmente por figuras como Pál Veres, Péter Veres, Gyula Illyés, Ferenc Erdei y György Bónis, con el objetivo de representar políticamente a los campesinos pobres, jornaleros rurales y pequeños productores, así como a una intelectualidad crítica de la oligarquía y favorable a una profunda transformación social democrática, aunque no necesariamente marxista. A diferencia del FKgP, el NPP no pretendía representar a los propietarios medianos ni grandes, sino a las clases rurales más desfavorecidas. Su retórica estaba marcada por el reformismo social, el cooperativismo, la democratización radical del campo y una «reivindicación cultural de las masas rurales como columna vertebral de la nación húngara». En sus comienzos el partido funcionó más como un círculo intelectual y un movimiento cultural que como una estructura partidaria electoral tradicional, participando solo marginalmente en la vida política durante la regencia. Tras el colapso del régimen de Horthy y la invasión nazi, el NPP se reorganizó como fuerza política el 19 de septiembre de 1944, declarándose oficialmente como un partido. Una vez establecida la ocupación soviética, el NPP fue autorizado por esta a reorganizarse como un partido político legal dentro del Frente Nacional.
A diferencia del FKgP, el NPP no contaba con una estructura organizativa nacional sólida ni con una base electoral amplia. Su reconstrucción fue en gran medida impulsada desde arriba por la participación de sus intelectuales fundadores y con el apoyo explícito del MKP y de la administración soviética, que veían en el NPP un aliado potencial para contrarrestar la hegemonía del FKgP al dividir el voto agrario. En este contexto, los comunistas alentaron la incorporación de sectores afines al marxismo agrario dentro del partido campesino, que pasó a formar parte activa del Frente Nacional, y se le brindó una presencia institucional por encima de su base real, especialmente en las regiones del este del país. Sin embargo, el partido conservó parte de su independencia programática y no fue un simple apéndice del MKP, defendiendo una vía campesina propia hacia el socialismo democrático y el cooperativismo.
El liderazgo del NPP tras la guerra estuvo en manos de Péter Veres como presidente y de Ferenc Erdei como uno de los principales ideólogos. El partido atrajo tanto a cuadros rurales de izquierda como a intelectuales no comunistas y nacionalistas progresistas, en muchos casos cercanos al pensamiento de la Tercera Vía. Aunque su retórica era combativa contra el viejo orden social y favorable a una reforma agraria profunda (más radical que la propuesta del FKgP), no compartía todos los métodos ni objetivos del comunismo soviético. Aun así, por su falta de aparato electoral consolidado, el NPP dependió en gran medida del acceso que le proporcionaban sus aliados comunistas a recursos logísticos y territoriales, especialmente en las zonas rurales del este donde logró una presencia significativa. Si bien logró atraer a algunos simpatizantes izquierdistas de las áreas rurales (en muchos casos comprensando el escaso apoyo que el MKP tenía en esas regiones), fue percibido en general por la opinión pública como un partido satélite de los comunistas.

### Otras formaciones políticas
Además de las principales formaciones políticas que conformaban el Frente Nacional, se presentaron a las elecciones otras fuerzas menores con programas propios y limitada implantación territorial. El Partido Cívico Democrático, de orientación liberal moderada, surgió en los meses posteriores a la ocupación soviética con el objetivo de representar a la clase media urbana profesional, a sectores ilustrados del funcionariado y a antiguos miembros del Parlamento de entreguerras que no estaban vinculados a la derecha autoritaria. Fundado y liderado por Sándor Sík y Tibor Eckhardt, el PDP reivindicaba el constitucionalismo liberal, el pluralismo democrático, la propiedad privada y una integración paulatina a la economía de mercado. Su programa hacía hincapié en la reconstrucción del estado de derecho y la defensa de los derechos civiles frente a cualquier intento totalitario, fuera de izquierda o derecha. También surgió el Partido Radical Húngaro (MRP), una pequeña agrupación liberal-progresista fundada por Oszkár Jászi, antiguo dirigente de la socialdemocracia reformista húngara en el período de entreguerras, aunque él mismo no participó activamente en la campaña. El MRP tenía una base eminentemente intelectual y universitaria, con escasa implantación territorial o estructura organizativa. Defendía la educación laica, el pacifismo, el racionalismo político y una reforma cultural modernizadora, con una fuerte impronta anticlerical que no atrajo demasiado apoyo en la sociedad conservadora de la época.
Por otro lado, las fuerzas tradicionalmente conservadoras, nacionalistas y de derecha se vieron severamente afectadas por el nuevo contexto geopolítico y legal posterior a la guerra. El régimen de ocupación soviética y el nuevo marco jurídico impuesto por el Alto Mando Aliado prohibieron explícitamente la reorganización de partidos considerados colaboracionistas o comprometidos con el régimen de Horthy. Esto incluyó al Partido de la Unidad, al Partido de la Cruz Flechada, así como a otras agrupaciones derechistas. La única participación política que les quedó a sus remanentes fue la integración en el FKgP.

## Sistema electoral

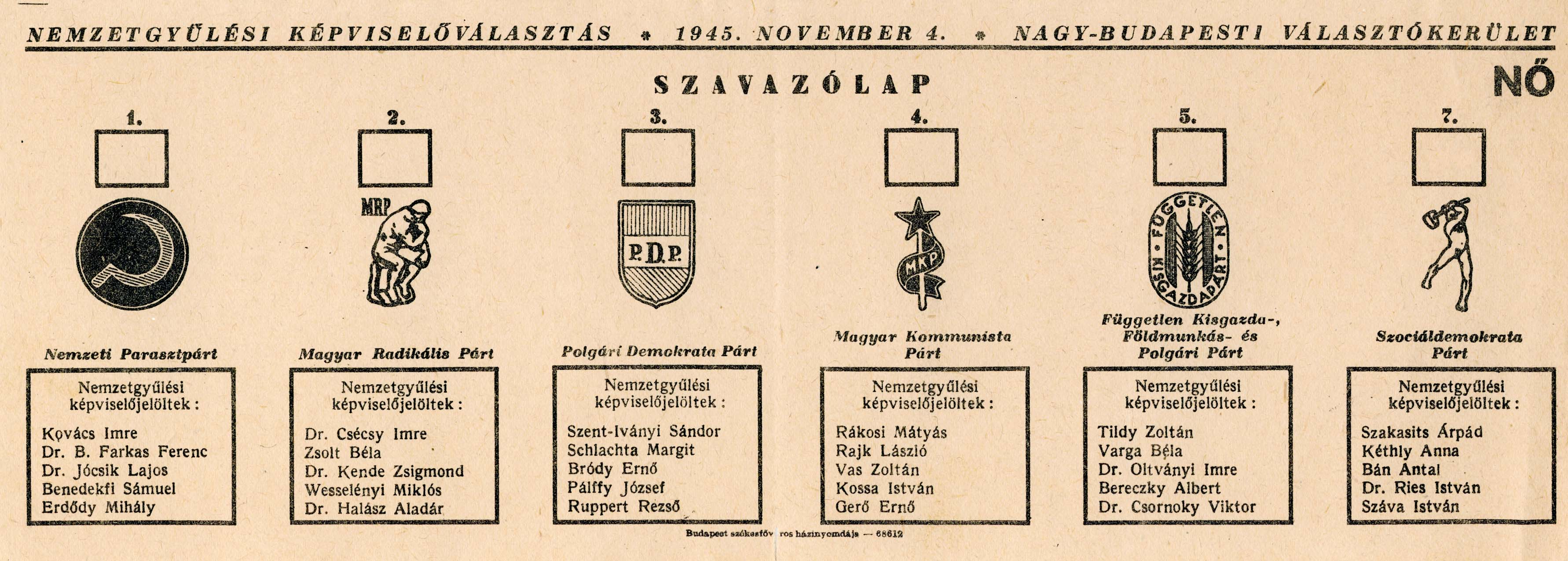
Boleta electoral empleada durante las elecciones de 1945 correspondiente a la circunscripción de Nagy-Budapest.

Los comicios se realizaron bajo los lineamientos establecidos por la Ley VIII de 1945, promulgada por la Asamblea Nacional Provisional. En el momento de la votación, Hungría no tenía constitución escrita y se aplicaron numerosas disposiciones provisionales. El sufragio fue declarado universal, directo, igual y secreto para todos los ciudadanos húngaros mayores de veinte años que no estuvieran afectados por ninguna de las causas de inhabilitación previstas en la ley, aboliendo el sistema censitario previo a la guerra. Los ciudadanos que hubiesen participado activamente en la resistencia armada antifascista gozaban además del derecho al voto desde los dieciocho años. No podían votar quienes hubiesen sido miembros de partidos fascistas, condenados por crímenes de guerra, colaboracionismo o represión política, ni aquellas personas sujetas a medidas de seguridad o internamiento administrativo, así como los inhabilitados por razones judiciales o sanitarias.
La ley dispuso la creación de dieciséis circunscripciones regionales correspondientes a agrupaciones de condados históricos, además de una circunscripción propia para Budapest y su zona metropolitana. En cada una de estas circunscripciones, los partidos podían presentar listas de hasta un número máximo de candidatos preestablecido por ley (709 en total), determinado en función del tamaño de la población local. Los ciudadanos debían votar por una sola lista en su distrito correspondiente. El sistema de representación era de tipo proporcional parcial, basado en la regla de un escaño por cada 12.000 votos válidos emitidos en la circunscripción. No se establecía un número fijo de escaños, por lo que la composición final del Parlamento dependía del número total de votos válidos emitidos. Así, el total de diputados electos por circunscripción se calculaba proporcionalmente al total de votantes y a la cantidad de sufragios obtenidos por cada lista.
Además de los escaños regionales, la ley preveía 50 mandatos nacionales adjudicados a partir de los resultados de las listas nacionales presentadas por los partidos. A diferencia de las listas regionales, la lista nacional de cada partido debía ser única y ordenada a nivel nacional. Finalmente, la Asamblea Nacional electa debía elegir, por mayoría absoluta en su primera sesión, a 10 diputados adicionales (llamados «miembros suplentes») entre figuras públicas e intelectuales de prestigio no necesariamente afiliadas a partidos.
De acuerdo con el registro oficial, 5.160.499 ciudadanos fueron habilitados para votar (como se emitieron 4,729,301 votos válidos, y se otorgaba un mandato por cada 12.000 votos, la composición final del Parlamento quedó establecida en 409 diputados electos, cifra determinada por la participación efectiva). Cada papeleta electoral contenía el nombre del partido y de los cinco primeros candidatos de la lista, y se diferenciaban papeletas para hombres y mujeres. Las listas debían cumplir «criterios democráticos» para ser autorizadas por el Comité Nacional Provisional. Las elecciones fueron organizadas por el Ministerio del Interior y supervisadas por comités electorales regionales y locales. El límite de candidatos por circunscripción fue el siguiente:
| Circunscripción            | Candidaturas |
| -------------------------- | ------------ |
| Baranya-Tolna              | 40           |
| Somogy                     | 32           |
| Zala                       | 31           |
| Vas                        | 23           |
| Győr-Moson-Sopron          | 30           |
| Veszprém                   | 21           |
| Fejér-Komárom-Esztergom    | 40           |
| Budapest                   | 136          |
| Pest‑Pilis‑Solt‑Kiskun     | 101          |
| Csongrád-Csanád            | 43           |
| Békés                      | 28           |
| Jász‑Nagykun‑Szolnok       | 35           |
| Hajdú-Bihar                | 42           |
| Szabolcs-Szatmár‑Bereg     | 49           |
| Borsod‑Gömör-Zemplén-Abaúj | 54           |
| Heves-Nógrád‑Hont          | 46           |
| Total                      | 709          |

## Listas electorales
Los seis partidos políticos presentaron una lista nacional de candidatos, así como listas distritales. Las listas nacionales de candidatos se hicieron publicar el 24 de octubre de 1945.
| Partido                    | NNP | MRP | PDP | MKP | FKgP | MSzDP |
| -------------------------- | --- | --- | --- | --- | --- | --- |
| Lista nacional             | Ver lista: 1. Imre Kovács 2. Gyula Illyés 3. József Darvas 4. Ferenc Erdei 5. Ferenc B. Farkas 6. Lajos Jócsik 7. Pál Sz. Szabó 8. László Nánási 9. Ferenc S. Szabó 10. Gyula Sípos 11. Jolán Majláth 12. József Kanyar 13. Sándor Borsos 14. József Molnár 15. Géza Juhász 16. Iván Boldizsár 17. József Szabó 18. László Battha 19. Imre Somogyi 20. Pál Szabó | Ver lista: 1. Imre Csécsy 2. Béla Zsolt 3. Zsigmond Kende 4. Dezső Geleji 5. Aladár Halász 6. Zsigmond Kun 7. József Litván 8. Jenő Vámos 9. Andor Zoltán 10. Ferenc Kőrösy | Ver lista: 1. Sándor Szent-Iványi 2. Zoltán Örley 3. Ernő Bródy 4. Hugó Payr 5. István Füzesséry 6. Endre Genát 7. Sándor Aradi 8. Jenő Horner 9. Endre Vajda 10. György Hubert 11. Árpád Négyessy 12. József Országh 13. Ede Krehnyay 14. Ferenc Dusica 15. Zoltán Kárpát 16. Gusztáv Geguss 17. Andor Siki 18. György Áldor 19. Gyula Papp 20. Imre Takács | Ver lista: 1. László Rajk 2. András Szobek 3. László Rudas 4. Károly Olt 5. Erzsébet Andics 6. Miklós Somogyi 7. Aladár Mód 8. Lajos Papp 9. László Orbán 10. László Piros 11. Béla Zentai 12. Bertalan Barta 13. György Nonn 14. Imre Horváth 15. Mihály Kócsa 16. Emil Weil 17. Gyula Rátz 18. Ferenc Hidas 19. György Czeczey 20. Béla Kruzslák | Ver lista: 1. Ferenc Nagy 2. Béla Varga 3. Béla Kovács 4. Lajos Szentiványi 5. Soma Filó 6. Zoltán Tildy 7. Gergely Kiss 8. Vince Nagy 9. Vince Vörös 10. Gyula Ortutay 11. Mihály Vaszkó 12. Jenő Tombor 13. Gyula Kanta 14. Béla Kasnya Andaházi 15. Vince Gáspár 16. Lajos Harmathy 17. Lajos Györgyi 18. Pál Hegymegi Kiss 19. Ferenc Dajkovich 20. Iván Reök | Ver lista: 1. Anna Kéthly 2. Manó Buchinger 3. Pál Justus 4. Miklós Kertész 5. József Kőműves 6. János Pintér 7. Imre Vajda 8. Ferenc Révész 9. Pál Schiffer 10. Imre Pásztor 11. Sándor Szalai 12. László Brumiller 13. Antal Szakasits 14. Jenő Gesztesi 15. Vilmos Sántha 16. Ede Hebelt 17. Pál Gartner 18. Tibor Baranyai 19. Zseni Várnai 20. Lajos Gács |
| Baranya-Tolna              | Compitió | No compitió | Compitió | Compitió | Compitió | Compitió |
| Somogy                     | Compitió | No compitió | Compitió | Compitió | Compitió | Compitió |
| Zala                       | Compitió | No compitió | Compitió | Compitió | Compitió | Compitió |
| Vas                        | Compitió | No compitió | No compitió | Compitió | Compitió | Compitió |
| Győr-Moson-Sopron          | Compitió | Compitió | Compitió | Compitió | Compitió | Compitió |
| Veszprém                   | Compitió | No compitió | Compitió | Compitió | Compitió | Compitió |
| Fejér-Komárom-Esztergom    | Compitió | No compitió | Compitió | Compitió | Compitió | Compitió |
| Budapest                   | Compitió | Compitió | Compitió | Compitió | Compitió | Compitió |
| Pest‑Pilis‑Solt‑Kiskun     | Compitió | No compitió | Compitió | Compitió | Compitió | Compitió |
| Csongrád-Csanád            | Compitió | No compitió | Compitió | Compitió | Compitió | Compitió |
| Békés                      | Compitió | No compitió | Compitió | Compitió | Compitió | Compitió |
| Jász‑Nagykun‑Szolnok       | Compitió | No compitió | Compitió | Compitió | Compitió | Compitió |
| Hajdú-Bihar                | Compitió | No compitió | Compitió | Compitió | Compitió | Compitió |
| Szabolcs-Szatmár‑Bereg     | Compitió | No compitió | Compitió | Compitió | Compitió | Compitió |
| Borsod‑Gömör-Zemplén-Abaúj | Compitió | No compitió | Compitió | Compitió | Compitió | Compitió |
| Heves-Nógrád‑Hont          | Compitió | No compitió | Compitió | Compitió | Compitió | Compitió |

## Campaña

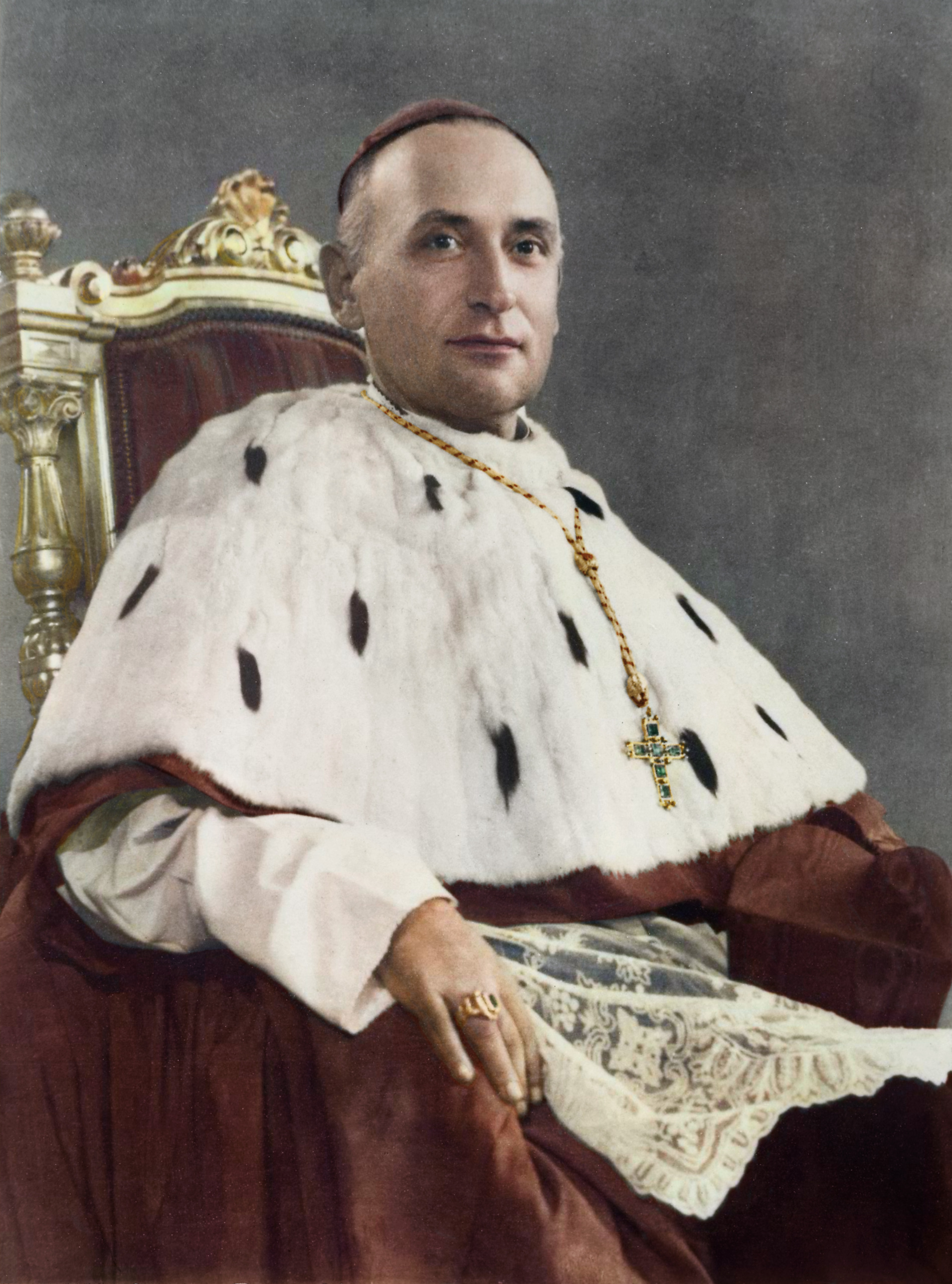
Se considera que el cardenal József Mindszenty, nombrado arzobispo de Esztergom en 1945 y visto como líder de facto de la jerarquía católica en Hungría, jugó un papel trascendental en la derrota electoral comunista.

El FKgP centró su discurso en combinar un mensaje de moderación democrática con una apelación emocional a los valores tradicionales húngaros, la  propiedad agraria, la religión y el orden social. Se presentó como el único partido con un programa «nacional, cristiano y democrático», que rechazaba tanto el viejo orden del régimen de Horthy como la amenaza comunista. Varios de los eslóganes del FKgP apelaban directamente a la defensa de la religión frente al ateísmo marxista-leninista, como «Unidad nacional y libertad religiosa» o «Elige entre Dios y el Anti-Dios». Su discurso estaba dirigido sobre todo a los campesinos propietarios, pequeños comerciantes, trabajadores independientes, mujeres católicas y juventudes rurales, segmentos que representaban la mayoría del electorado. El partido promovía un modelo económico mixto basado en la protección de la propiedad privada, una reforma agraria ya en marcha, incentivos a la producción agrícola y defensa de la familia. En política exterior propuso mantener una postura neutral y cooperar con las potencias aliadas, buscando evitar que su confrontación con el MKP los llevara a enfrentarse demasiado con la Unión Soviética. Sin embargo, advirtió sobre las intenciones del MKP de convertir al país en un Estado títere de los soviéticos, incluso haciendo uso del eslogan «¡No nos quitaremos el sombrero ante Moscú!» o de la consigna «¡Budapest no será roja!» en sus concentraciones en áreas urbanas. En el plano simbólico, el partido usó los colores nacionales, imágenes de la Virgen María y figuras arquetípicas como el «campesino trabajador» y el «padre de familia húngaro», reforzando su imagen como garante del orden, la moral y la soberanía.
La campaña del FKgP contó con el apoyo financiero de comerciantes rurales, sociedades agrarias, pequeños y medianos empresarios y donaciones privadas de sus miembros. Contrarrestado por su falta de activos económicos y mediáticos frente al grado de concentración de los medios por parte de los comunistas, el FKgP debió recurrir a vías altenativas para hacer una campaña de bajos recursos. Solo disponía de un periódico propio, Kis Újság, así como de semanarios y publicaciones regionales de escasa difusión. No obstante, al ser un partido basado en la defensa de los intereses agrarios, contaba con la ventaja de disponer de una estructura descentralizada bien aceitada y tenía al menos un comité en prácticamente la totalidad de las localidades del país, lo que le permitía extenderse a las zonas rurales remotas que entonces constituían buena parte de la población de Hungría y a la que a los demás partidos les costaba llegar. Su fortaleza radicó más en el contacto directo con votantes, el uso de redes parroquiales y asociaciones agrarias y el empleo de un lenguaje que la mayoría de la población entendía. Se hizo un fuerte uso del folklore húngaro y la difusión de rimas populares que se gritaban con frecuencia durante las reuniones públicas del partido, como «Bort, búzát, békességet / Adjon isten eleséget!» (en húngaro: «Pan, vino y paz / que Dios nos de sustento») o «Tudja ma már Julcsa, Pista / Kisgazda Párt 5-ös lista» («Julcsa y Pista ya lo saben / Lista Número 5 del FKgP»).
Ante la ausencia de apoyo diplomático y económico por parte de las potencias aliadas, el principal respaldo externo e interno para el FKgP provino de la poderosa Iglesia católica, cuya postura en un país sumamente conservador como Hungría resultaba de vital trascendencia. Indignados por la pérdida de la abrumadora mayoría de sus propiedades sin compensación y por la exclusión del clero del derecho a voto por iniciativa comunista, tanto la jerarquía católica como los sacerdotes locales tomaron un papel activo en la campaña en defensa del «voto católico» en contra del «ateísmo comunista». La decisión del FKgP de enfocar su campaña en la defensa de los valores tradicionales en el marco de la democracia parlamentaria condujo a los referentes católicos a apoyar ruidosamente al partido. József Mindszenty, obispo de Veszprém que fue nombrado arzobispo de Esztergom el 2 de octubre, poco antes de los comicios, fue considerado la cabeza de la Iglesia católica en Hungría y el encargado de liderar una cruzada política contra los comunistas a través de sermones, escuelas, organizaciones parroquiales y redes de caridad. Mindszenty publicó una carta pastoral en la que condenó enérgicamente el «mal marxista» representado en el MKP y llamó a los húngaros a votar al FKgP. En muchas zonas rurales, la estructura parroquial reemplazó a una campaña partidaria formal, permitiendo una difusión ideológica profunda incluso sin muchos medios materiales. Aunque en general evitó intervenir en forma directa durante el proceso electoral, el Vaticano respaldó implícitamente la labor pastoral de los sacerdotes húngaros contra el MKP.

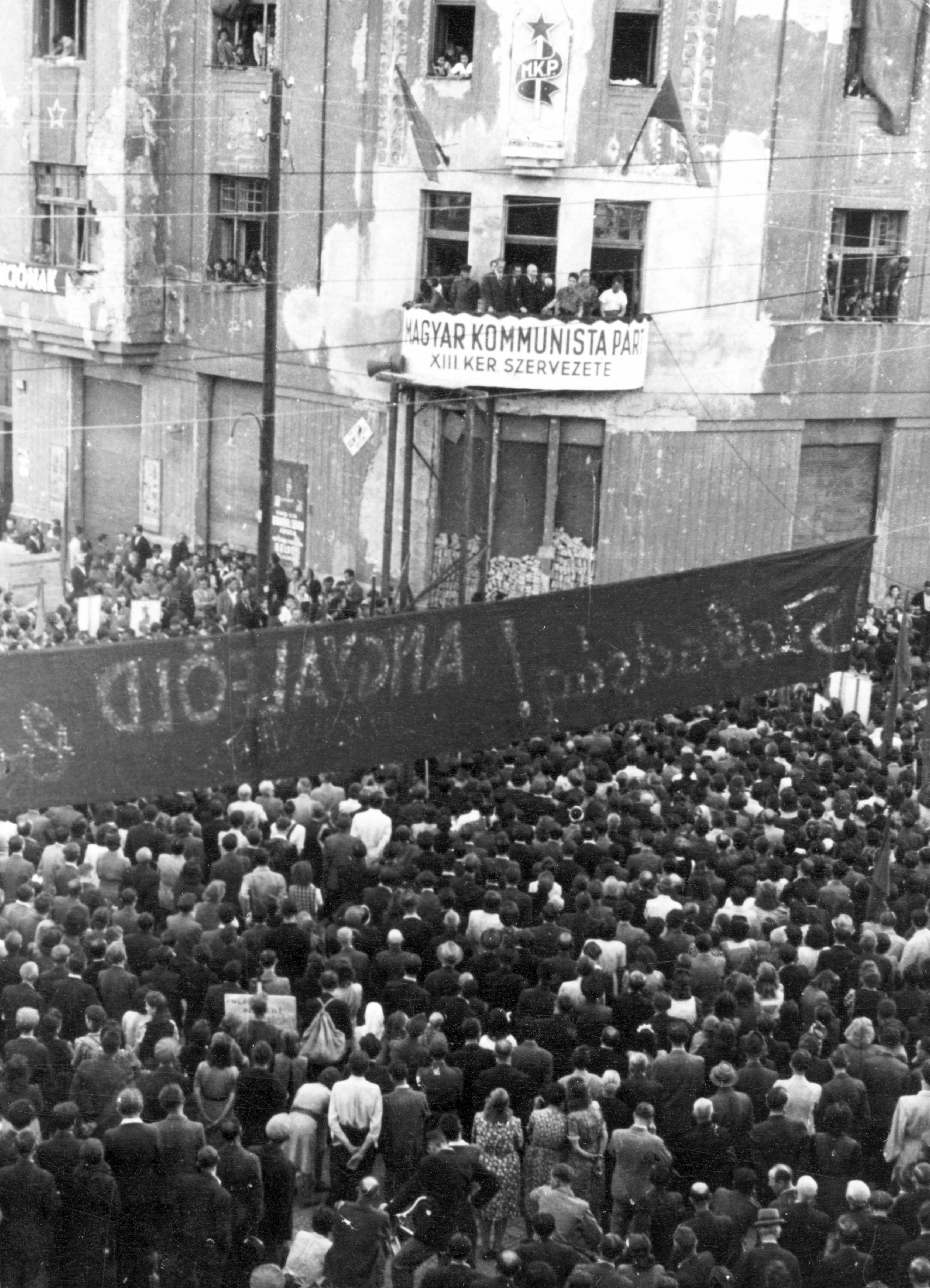
Concentración frente a la sede del MKP en Budapest.

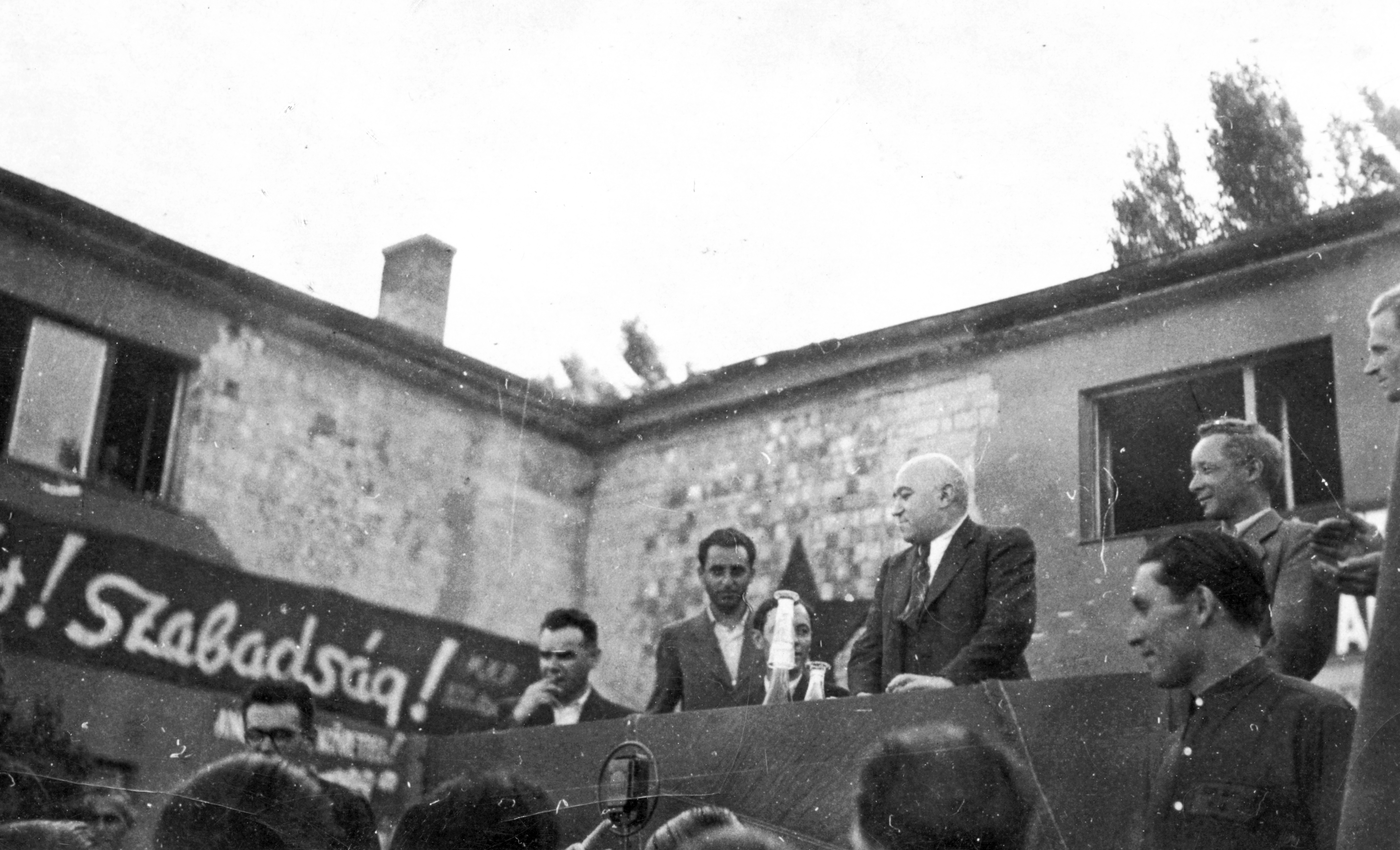
Mátyás Rákosi durante una concentración del MKP.

Por su parte, el Partido Comunista encaró una campaña ambiciosa, centralizada y profesionalmente ejecutada. Podía actuar desde una posición de sólida ventaja institucional, había conseguido un considerable apoyo entre los entonces reducidos sectores obreros industriales por su papel en el desalojo de la ocupación nazi y contaba con el respaldo directo y estrecho de la ocupación militar soviética. El MKP había comenzado a construir su aparato político tan solo uno meses atrás y, a pesar de su reciente legalización y del temprano establecimiento de su maquinaria, para el momento de las elecciones era el partido más centralizado y disciplinado del país. Tenía cuadros profesionales, agitadores entrenados, sindicatos alineados y brigadas juveniles. El discurso del MKP giró en torno al concepto de «democracia popular» y se basó en una narrativa de reconstrucción nacional, justicia social y alianza obrero-campesina. El 23 de septiembre, cinco semanas antes de las elecciones, publicó un «plan trienal» presentado como un programa de «reconstrucción nacional», sentaba las bases para una progresiva transición hacia una economía socialista e incluía la fijación de precios para bienes esenciales, racionamiento, un sistema tributario progresivo, un préstamo forzoso a las clases altas y una reforma bancaria que colocara el crédito bajo supervisión estatal. También preveía continuar con la reforma agraria, consolidando la redistribución de tierras iniciada tras la guerra e impulsando cooperativas agrícolas. El plan defendía una política social centrada en los trabajadores y campesinos pobres, proponiendo empleo, vivienda y alimentación accesible, y planteaba además la depuración de elementos considerados «reaccionarios» dentro del aparato estatal. En ese sentido, la propaganda comunista atacó con dureza al FKgP, al que acusaba de defender al viejo orden burgués y de sabotear la democratización.
Además de su fuerte organización, que movilizaba miles de activistas en ciudades como Budapest, Miskolc y Szeged, el MKP contó con los recursos del Estado para hacer campaña e hizo extenso uso de los mismos. Del mismo modo, el MKP recibió fondos soviéticos y recursos desviados de la administración pública y contaba con el control de las propiedades recientemente nacionalizadas y la mayoría de las estructuras sindicales que aportaron músculo a la campaña. Disponía de acceso preferencial a papel, imprentas, radios y transporte, así como a vehículos para hacer llegar su mensaje a diversos puntos del país. Podía imprimir carteles a gran escala y distribuir propaganda a través de oficinas públicas. Además de su periódico oficial, Szabad Nép («Pueblo Libre»), el MKP controlaba o influía sobre una parte significativa de la prensa, y ocupaba un lugar privilegiado a la radio estatal. Del mismo modo, la campaña vio la intervención directa de asesores políticos soviéticos (conocidos como «tanácsadók») que contribuyeron a planificar el discurso del partido, el enfoque de la propaganda y la rápida formación de cuadros mediante escuelas partidarias en los principales centros urbanos, que llegaron a entrenar entre 30 y 60 militantes por tanda. Haciendo uso de elementos de campaña modernos con poco precedente en un proceso político húngaro, el MKP elaboró materiales específicos para distintos grupos sociales: folletos dirigidos a estudiantes universitarios, maestros, intelectuales, artesanos y mujeres, con un lenguaje adaptado para cada uno.
Sin embargo, el tono de los comunistas fue percibido por amplios sectores como demasiado radical y autoritario (una de las principales consignas gritadas durante sus concentraciones de campaña fue «¡Puño obrero, puño de hierro, golpea donde debe!»), lo que agitó el recuerdo aún cercano del efímero régimen soviético de Béla Kun, que había incurrido en actos de terrorismo sistemático en el cual el mismo líder del partido, Mátyás Rákosi, había ejercido un papel. Asimismo, la abierta subordinación pública de Rákosi a Stalin (de quién el primero se consideraba «su mejor alumno»), contribuyó a dar una casi total validez a las acusaciones del FKgP de que el MKP era un partido títere sometido a los intereses de una potencia extranjera. A pesar de posicionarse como partido de masas, el MKP era una formación minoritaria que contaba más con poder institucional que con respaldo popular, por lo que fue casi totalmente incapaz de generar confianza entre la mayoría rural. El discurso del MKP fue disciplinado e ideologizado, lo que llevó a que muchas veces fuera considerado demasiado sectario para contrarrestar las críticas anticomunistas. Análisis posteriores consideran que la campaña de los comunistas «perdió contacto con la realidad» del país, creyendo que las agresivas políticas que había impulsado a lo largo de 1945 eran verdaderamente populares, y que su determinación ideológica volvía imposible concebir la noción de una derrota electoral. Días antes de la elección, József Révai, editor en jefe de Szabad Nép, seguía afirmando ante los soviéticos que el MKP obtendría un «triunfo contundente» con «cerca del 70 % de los votos».

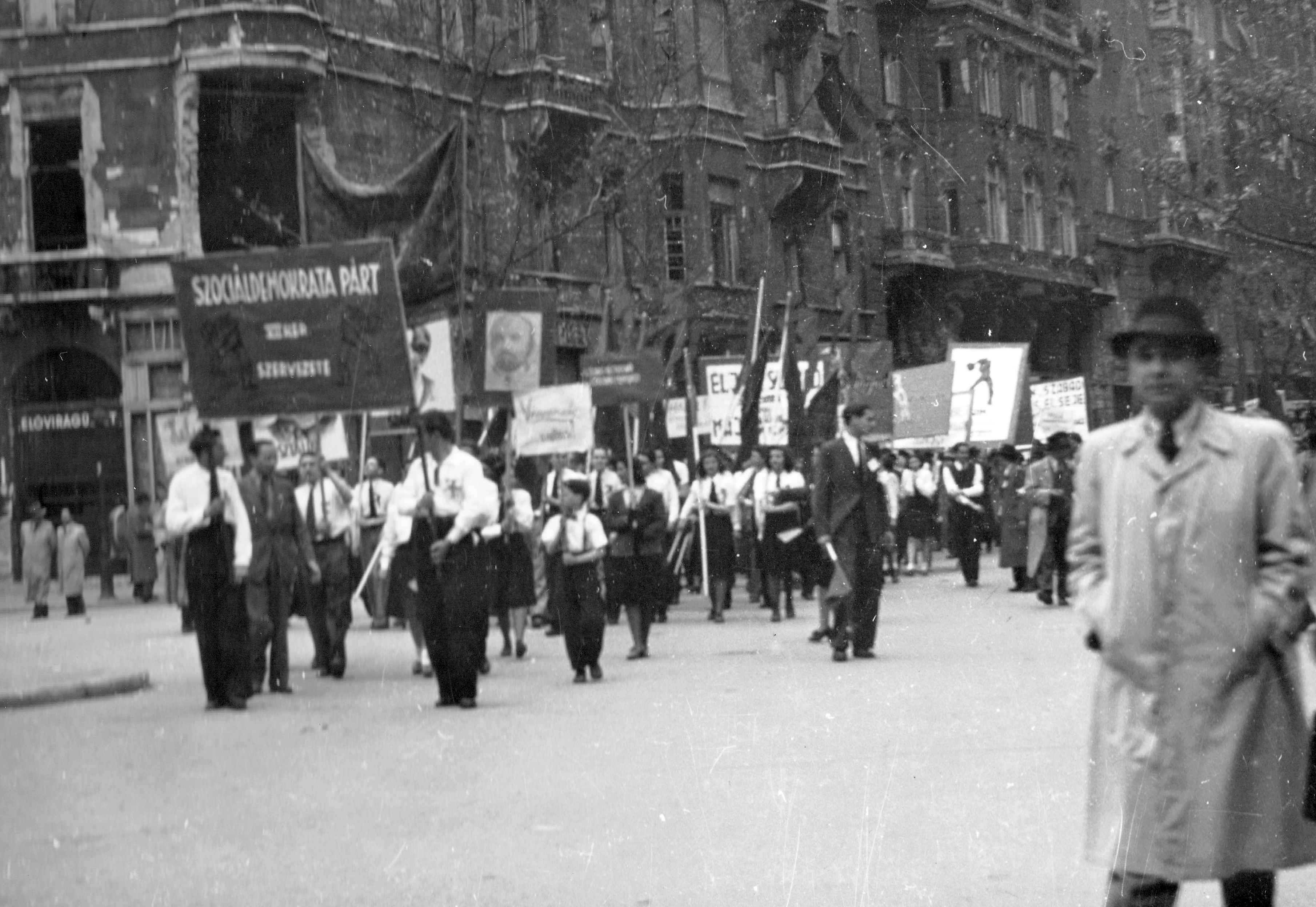
Simpatizantes del Partido Socialdemócrata durante el desfilde del Primero de Mayo de 1945.

El Partido Socialdemócrata buscó presentarse como una opción socialista moderada, democráticamente comprometida y alejada de los extremos. Sus recursos provenían principalmente de cotizaciones sindicales, donaciones de miembros y cooperativas laborales, y mantenía el apoyo de varios periódicos, entre ellos Népszava, medio de amplia circulación en las ciudades. En una campaña más contenida (con eslóganes simples que apelaban a los votantes desafectos con la polarización como «Tu partido» o «Lista 7, Socialista»), el MSzDP intentó mantener su influencia en los barrios obreros, sindicatos y núcleos urbanos industrializados, tradicionalmente afines al socialismo democrático y en donde el partido había logrado buenos resultados en el pasado aún con las restricciones al sufragio y el fraude. A diferencia del MKP, evitó el lenguaje revolucionario y apeló a una «vía húngara al socialismo» basada en el respeto al pluralismo, los derechos civiles, la propiedad limitada y la cooperación interclases. Su programa incluía reformas laborales, ampliación de los derechos sindicales, fortalecimiento de la educación pública, protección del empleo y participación obrera en la reconstrucción nacional. El MSzDP no atacó directamente al FKgP y fue ambiguo en su relación con el MKP, buscando preservar la eventual unidad del Frente Nacional como un gobierno de coalición sin ser absorbido por la retórica comunista. El FKgP correspondió positivamente a la buena voluntad del MSzDP, viéndolo como un aliado valioso para contrapesar ideológicamente al comunismo, e incluso su dirigencia elogió la «sensatez política» de los socialdemócratas.
Por su parte, el Partido Nacional Campesino representaba a un sector del campesinado más radicalizado, con base en las zonas del este húngaro, y fue el más ideológicamente cercano al MKP. Su discurso combinaba elementos del nacionalismo rural con el socialismo agrario, defendiendo una reforma agraria más profunda, el cooperativismo agrícola y la nacionalización de recursos estratégicos. Sin embargo, su campaña fue débil, mal financiada y sin presencia significativa fuera de ciertas regiones del noreste. Su electorado se solapaba parcialmente con el del FKgP, aunque con una orientación más estatista y anticlerical. Aunque formaba parte del Frente Nacional, su papel fue subordinado, y su capacidad de influir en el debate nacional fue limitada. Su retórica buscaba canalizar el malestar social en el campo, pero no logró perfilarse como una alternativa autónoma frente al FKgP, ni como un verdadero puente entre campesinos y comunistas. Terminó representando una competencia marginal para el MKP por el voto izquierdista de las zonas rurales.
A pesar de la desigualdad estructural entre los partidos, la campaña electoral fue reportada por fuentes de la época como una de las más libres y animadas de la historia de Hungría, y el ambiente cívico preelectoral era de un entusiasmo generalizado genuino. Participaron múltiples partidos en igualdad legal de condiciones, y la movilización ciudadana fue masiva: mítines, carteles, panfletos, canciones, rimas populares y caravanas políticas convirtieron pueblos y ciudades en escenarios de intensa actividad política. La mayoría del electorado votaba por primera vez, lo que generó un clima de expectativa en muchos ciudadanos. Si bien no se registraron represiones sistemáticas ni violencia electoral generalizada, sí hubo presión ideológica en fábricas, intimidación sutil en pueblos, sabotajes cruzados y un uso instrumental del poder administrativo para favorecer a los comunistas, sobre todo en los centros industriales, minetras que en las áreas rurales occidentales se reportaron algunos casos de acoso e intimidación contra partidarios comunistas por parte de militantes del FKgP. En las fábricas y oficinas públicas, trabajadores eran presionados a asistir a actos del MKP o recibir panfletos «voluntariamente». Sin embargo, la mayor parte de estos incidentes fueron vistos como aislados.

## Resultados

### Nivel general

Resultados por distrito.

Las elecciones tuvieron una participación masiva (de un 92,5 % de los votantes registrados) y resultaron en una aplastante victoria para el Partido Independiente de los Pequeños Propietarios (FKgP), que obtuvo el 57,03 % de los votos válidamente emitidos y una mayoría absoluta de 245 escaños parlamentarios de 409. El partido se benefició de su fuerte base de votantes conservadores rurales, aunque también obtuvo un sólido desempeño en las ciudades por la tracción de apoyo anticomunista. Por su parte, el Partido Socialdemócrata (MSzDP) se ubicó en segundo lugar en voto popular 17,41 % y obteniendo 69 escaños, mientras que el Partido Comunista (MKP) logró el 16,96 % y 70 escaños, emergiendo como segunda fuerza parlamentaria pese a ubicarse tercero en términos de voto popular. En general, los comunistas y los socialdemócratas se repartieron el voto izquierdista por igual y se disputaron el electorado obrero urbano. El panorama para los demás partidos fue más reducido. El Partido Nacional Campesino (NNP) tuvo una presencia más reducida y logró el 6,87 % de los votos, sumando 23 escaños. Por último, el Partido Cívico Democrático (PDP) y el Partido Radical Húngaro (MRP) obtuvieron resultados marginales. El PDP disputó todas las circunscripciones menos una pero solo logró superar la cantidad de votos requerida para obtener representación en Budapest, obteniendo dos escaños. El MRP obtuvo el 0,12 % de los votos y no logró acceder a la Asamblea Nacional, el único partido que disputó una elección durante el período de la Segunda República y no obtuvo al menos un escaño.
El triunfo del FKgP fue territorialmente aplastante y el partido demostró ser la única fuerza política de alcance totalmente nacional, ubicándose en primer lugar en prácticamente todo el país o siendo la segunda fuerza en los escasos puntos donde resultó derrotado. La formación se impuso en las diecisiéis circunscripciones (obteniendo más de la mitad de los votos válidos en catorce de ellas y más de la mitad de los escaños electos en quince), así como en 138 de los 151 distritos húngaros. Su mejor resultado fue en las circunscripciones correspondientes a los condados de Somogy y Zala, en el extremo occidental rural, superando en ambos el 75 % de los votos, seguido por el lindante condado de Vas con un 72 %. Sus desempeños más débiles fueron en Békés (donde obtuvo el 39,92 %) y en el área metropolitana de Budapest (aunque en la ciudad en su conjunto logró estar por encima del 47 %. El apoyo promedio al FKgP rondó entre el 55 y el 65 % en las demás regiones rurales, con el condado de Szabolcs-Szatmár-Bereg en el extremo oriental como su cuarto mejor resultado con un 65,81 %. Si bien la base de su fuerza se ancló en el campo, el FKgP también fue competitivo en zonas semiurbanas e incluso en algunos barrios periféricos de Budapest, donde superó el 40 % de los votos. Sus puntos más débiles fueron ciertos distritos industriales urbanos donde predominaban votantes obreros más dispuestos a votar a los comunistas o a los socialdemócratas, donde estuvo por debajo del tercio de los votos, siendo su peor resultado en los distritos de Salgótarján, con un 13 %.
La dirigencia del MKP encabezada por Mátyás Rákosi había asegurado a Stalin y a la ocupación encabezada por Voroshílov un sólido triunfo, de alrededor del 70 % de los votos, pero el resultado terminó siendo prácticamente el contrario. El partido obtuvo solo el 16,96 % de los sufragios en todo el país y 70 escaños de los 409 que conformaron la Asamblea Nacional. A pesar de contar con el apoyo activo de las autoridades soviéticas de ocupación, el control parcial del Estado y recursos de campaña considerables, no logró convencer al electorado rural ni desbancar al FKgP, mientras que en las áreas urbanas, si bien tuvo algo más de apoyo, debió enfrentar la presencia del MSZDP que, a pesar de contar con menos recursos, representó una importante competencia entre votantes obreros. El fuerte anticomunismo social y el recuerdo negativo del efímero régimen soviético de Béla Kun, del que el mismo Rákosi había formado parte, jugaron un papel importante en desalentar al electorado en contra de los comunistas. En general se ubicó en tercer lugar detrás de los socialdemócratas en casi todas las regiones occidentales del país, mientras que en las regiones del este obtuvo un mayor apoyo, siendo la circunscripción de Békés donde obtuvo su mejor desempeño con un 26,23 %, la única en la que obtuvo más de un cuarto de los votos. Del mismo modo, hubo cuatro circunscripciones en las que el partido no llegó al 10 % de los votos incluyendo Zala, donde la lista encabezada por el propio Rákosi obtuvo apenas un 7,25 %, y Somogy, donde con 5,90 % tuvo su peor desempeño. El MKP solo fue la fuerza más votada en nueve distritos en todo el país, todos los cuales fueron urbanos. El distrito Salgótarján en el norte del país, un epicentro minero e industrial, fue el mayor reducto para los comunistas, donde superaron el 60 % de los votos.
Por su parte, el Partido Socialdemócrata (MSzDP) capitalizó su arraigo histórico en el movimiento obrero y su existente, aunque limitada, presencia institucional en la preguerra. Con un 17,41 % de los votos y 69 escaños, el MSzDP logró mantenerse como una fuerza con base propia en los centros urbanos y de hecho obtuvo el mejor resultado de su historia, levemente por encima del 17 % que había obtenido en las elecciones de 1922 y muy por encima del 3,4 % obtenido oficialmente en las de 1939. A nivel circunscripcional su desempeño más alto fue en el área metropolitana de Budapest, donde obtuvo el 26,3 % de los sufragios. En distritos como Kispest, Újpest o Zugló, obtuvo entre el 30 % y el 36 % de los votos, superando al MKP en varios barrios obreros y conservando el apoyo de sectores sindicalizados que desconfiaban del comunismo. Aunque sus apoyos fueron más débiles en las áreas rurales del país, en buena parte del occidente húngaro se consolidó como el partido izquierdista más fuerte, relegando a los comunistas al tercer puesto. Superó el 10 % de los votos en todas las circunscripciones excepto en Szabolcs-Szatmár-Bereg, donde logró el 9,62 %, erigiéndose como el único partido fuera del FKgP y el MKP que obtuvo escaños en la totalidad de los distritos electorales. Su desempeño confirmó su posición como un actor político relevante, aunque cada vez más presionado entre el avance comunista y la hegemonía agrarista.
Fuera del FKgP, el MKP y el MSzDP, el plano de los terceros partidos fue más limitado. El Partido Nacional Campesino (NPP) logró un resultado modesto pero no irrelevante, con 6,87 % de los votos y 23 escaños. A pesar de compartir un electorado agrario con el FKgP, su perfil ideológico más izquierdista, su estructura organizativa débil y su presencia limitada al este del país impidieron que disputara el liderazgo rural. Tuvo cierto arraigo el noreste agrícola, donde superó el 10 % de los votos, pero no logró imponerse en ninguna circunscripción. Sus mejores resultados fueron en Hajdú-Bihar con el 16,96 % de los votos y en Szabolcs-Szatmár-Bereg, donde logró el 14,44 % y se ubicó segundo por encima de los partidos de izquierda. En las áreas urbanas su presencia fue casi nula, y en Budapest obtuvo solo el 1,47 % de los votos. Mientras tanto, los partidos menores como el Partido Cívico Democrático (PDP) y el Partido Radical Húngaro (MRP) sufrieron un duro golpe. El PDP, de orientación liberal moderada, apenas obtuvo el 1,62 % de los votos y 2 escaños, ambos en Budapest. El MRP, por su parte, solo logró el 0,12 %. La mayoría de sus potenciales votantes optó por apoyar estratégicamente al FKgP o al MSzDP.
|  | 57.03 % |

|  | 17.41 % |

|  | 16.96 % |

|  | 6.87 % |

|  | 1.62 % |

|  | 0.12 % |

|  | 99.07 % |

|  | 0.93 % |

|  | 100.00 % |

|  | 92.50 % |

### Resultados por circunscripción
|  | 63.37 % |

|  | 14.96 % |

|  | 13.76 % |

|  | 6.80 % |

|  | 1.12 % |

|  | 99.16 % |

|  | 0.84 % |

|  | 100.00 % |

|  | 92.04 % |

|  | 75.29 % |

|  | 10.60 % |

|  | 6.35 % |

|  | 5.90 % |

|  | 1.86 % |

|  | 99.01 % |

|  | 0.99 % |

|  | 100.00 % |

|  | 90.85 % |

|  | 75.17 % |

|  | 11.53 % |

|  | 7.25 % |

|  | 5.13 % |

|  | 0.92 % |

|  | 98.68 % |

|  | 1.32 % |

|  | 100.00 % |

|  | 90.71 % |

|  | 72.54 % |

|  | 13.12 % |

|  | 9.23 % |

|  | 5.11 % |

|  | 99.15 % |

|  | 0.85 % |

|  | 100.00 % |

|  | 92.20 % |

|  | 58.50 % |

|  | 20.99 % |

|  | 13.21 % |

|  | 6.20 % |

|  | 0.80 % |

|  | 0.29 % |

|  | 98.07 % |

|  | 1.93 % |

|  | 100.00 % |

|  | 92.19 % |

|  | 65.67 % |

|  | 13.05 % |

|  | 12.76 % |

|  | 7.52 % |

|  | 1.11 % |

|  | 99.07 % |

|  | 0.93 % |

|  | 100.00 % |

|  | 91.33 % |

|  | 53.76 % |

|  | 19.92 % |

|  | 19.08 % |

|  | 5.37 % |

|  | 1.87 % |

|  | 99.08 % |

|  | 0.92 % |

|  | 100.00 % |

|  | 92.46 % |

|  | 47.53 % |

|  | 26.30 % |

|  | 21.02 % |

|  | 3.07 % |

|  | 1.47 % |

|  | 0.61 % |

|  | 99.47 % |

|  | 0.53 % |

|  | 100.00 % |

|  | 90.18 % |

|  | 61.84 % |

|  | 15.39 % |

|  | 14.94 % |

|  | 6.48 % |

|  | 1.35 % |

|  | 98.83 % |

|  | 1.17 % |

|  | 100.00 % |

|  | 93.37 % |

|  | 50.25 % |

|  | 21.85 % |

|  | 20.38 % |

|  | 5.69 % |

|  | 1.82 % |

|  | 98.25 % |

|  | 1.75 % |

|  | 100.00 % |

|  | 93.83 % |

|  | 39.92 % |

|  | 26.23 % |

|  | 21.42 % |

|  | 11.28 % |

|  | 1.16 % |

|  | 99.30 % |

|  | 0.70 % |

|  | 100.00 % |

|  | 98.46 % |

|  | 51.22 % |

|  | 22.96 % |

|  | 13.66 % |

|  | 10.54 % |

|  | 1.61 % |

|  | 99.15 % |

|  | 0.85 % |

|  | 100.00 % |

|  | 94.22 % |

|  | 49.49 % |

|  | 17.48 % |

|  | 16.96 % |

|  | 15.16 % |

|  | 0.91 % |

|  | 99.15 % |

|  | 0.85 % |

|  | 100.00 % |

|  | 94.79 % |

|  | 65.81 % |

|  | 14.44 % |

|  | 9.62 % |

|  | 9.09 % |

|  | 1.04 % |

|  | 98.84 % |

|  | 1.16 % |

|  | 100.00 % |

|  | 91.76 % |

|  | 56.42 % |

|  | 18.77 % |

|  | 17.99 % |

|  | 5.48 % |

|  | 1.34 % |

|  | 99.15 % |

|  | 0.85 % |

|  | 100.00 % |

|  | 94.39 % |

|  | 54.95 % |

|  | 21.64 % |

|  | 13.31 % |

|  | 8.48 % |

|  | 1.63 % |

|  | 99.03 % |

|  | 0.97 % |

|  | 100.00 % |

|  | 92.77 % |

## Reacciones

### Nacionales
Los principales líderes del FKgP, Zoltán Tildy y Ferenc Nagy, reaccionaron al resultado electoral con alegría y optimismo. Tildy se mostró prudente en sus declaraciones, enfatizó que el resultado demostraba «el compromiso del pueblo húngaro con la democracia, la religión y la propiedad privada», y llamó a una cooperación nacional responsable dentro del marco del Frente Nacional, admitiendo la necesidad de mantener las concesiones a los soviéticos y esperando que estos respetaran el resultado. Anunció que aceptaría el cargo de primer ministro de Hungría en un gobierno de coalición y declaró en privado a los canales diplomáticos occidentales que esperaba hacer uso de su «mayoría funcional» para preservar el orden democrático en el país. Nagy (que sucedería a Tildy como primer ministro luego de que este fuera electo presidente tras la proclamación de la república) celebró la victoria y llamó también a preservar el ánimo conciliador, pero también afirmó que el resultado era una «advertencia» a los comunistas de que «el pueblo húngaro no tolerará una dictadura». A pesar de su alegría por los resultados, la dirigencia del FKgP era consciente de que el panorama político era sombrío por la presencia militar del Ejército Rojo. El arzobispo József Mindszenty, que había jugado un papel importante en movilizar el voto católico, declaró que la elección había sido «un triunfo de la fe sobre el materialismo» y declaró la necesidad de concientizar sobre «las amenazas a la moral cristiana por parte del bolchevismo». Mindszenty era también consciente de que el MKP no respetaría el resultado. En diciembre de 1945 publicó una carta pastoral en la que llamó a la población a resistir el avance comunista: «el pueblo húngaro ha declarado su fe en Dios, en su patria y en la libertad. Pero los enemigos de la verdad no descansarán, y debemos estar vigilantes». Tanto Nagy como Mindszenty estarían entre los principales objetivos de la represión comunista posterior.
El líder comunista Mátyás Rákosi reaccionó al resultado con sorpresa y furia apenas contenida. Al día siguiente del anuncio de los resultados dio un discurso público en el que acusó al FKgP de estar infiltrado por «elementos reaccionarios, terratenientes y fascistas», afirmó que el pueblo húngaro no estaba «lo suficientemente educado políticamente» y que el MKP debía intensificar su tarea de «orientar ideológicamente a las masas». En reuniones internas del MKP, manifestó su abandono a toda pretensión de cogobierno o de respeto al juego democrático, y generalmente se le atribuye la planificación de la «táctica del salami» que más tarde emplearía para dividir a sus oponentes y cooptar las instituciones desde dentro. El líder de los socialdemócratas, Árpád Szakasits, felicitó públicamente al FKgP por su victoria y llamó a defender el pluralismo político y la cooperación dentro del Frente Nacional. Sin embargo, en privado, comenzó su acercamiento secreto a los comunistas que lo llevarían a jugar un papel en la destrucción de la efímera democracia y convertirse en el primer presidente del régimen comunista.
La mayoría del público húngaro reaccionó con júbilo a la victoria del FKgP, produciéndose manifestaciones espontáneas tanto en las principales ciudades del país como en las áreas rurales. Tras publicarse los primeros resultados en Budapest, multitudes vinculadas a las «organizaciones cívicas» salieron a la calle a celebrar bajo la consigna «¡Budapest no será roja!», lo que de hecho constituyó en ese momento la mayor expresión pública anticomunista en cualquier país de Europa del Este desde el final de la guerra. Sin embargo, la celebración fue respondida por una serie de manifestaciones de partidarios del MKP reafirmando el lema de campaña «Puño obrero, puño de hierro, golpea donde debe» como señal de que no tolerarían la formación de un gobierno no comunista, así como el llamado de los sectores izquierdistas a un combate frontal con las fuerzas anticomunistas. En las áreas rurales, principales bastiones del FKgP, los grupos anticomunistas envalentonados por el triunfo electoral se organizaron para reaccionar ante la creciente presión violenta del MKP. En Békés, Szeged, Szabolcs y otras localidades del este, se registraron enfrentamientos menores entre militantes comunistas y militantes del FKgP, incluyendo peleas físicas, distribución de panfletos anticomunistas y amenazas simbólicas cruzadas. En Szeged circularon octavillas con frases como «¡No corten los árboles, los necesitamos para colgar a los comunistas!».

### Internacionales
El régimen soviético y la ocupación militar del Ejército Rojo reaccionaron con alarma a la aplastante victoria del FKgP. Si bien eran conscientes de que las perspectivas del MKP estaban muy por debajo del triunfalismo exhibido por sus dirigentes, el margen de diferencia fue mucho mayor al esperado y la mayoría absoluta de las facciones más conservadoras del Frente Nacional dificultaba la probabilidad de un gobierno civil dominado por los comunistas. Voroshílov recordó a las fuerzas políticas que el establecimiento de un gobierno de coalición no era negociable y que el gobierno soviético solo reconocería a un gabiente que incluyera a miembros del MKP en las carteras de Interior, Defensa y Relaciones Exteriores (lo que le permitiría al partido impedir la influencia occidental externa y cooptar las fuerzas de seguridad y el ejército húngaro a su favor). En los demás países de Europa del Este (como Checoslovaquia, Bulgaria, Polonia y Rumania), la prensa comunista buscó omitir el triunfo del FKgP. Los pocos políticos comunistas que se expresaron se refirieron a este como una «anomalía» que debía corregirse con la «maduración política del pueblo húngaro».
Los Aliados occidentales reaccionaron al resultado con cautela y cierto recelo. La rotunda victoria de un partido prooccidental en un país situado en la esfera de influencia soviética podía precipitar el surgimiento de grupos de presión internos que exigieran mayor respaldo diplomático a los anticomunistas húngaros. Según reportes diplomáticos enviados al Departamento de Estado de los Estados Unidos, los observadores estadounidenses en Budapest vieron con alarma la forma en que el MKP maniobraba para restringir la autoridad del FKgP, pero no hubo presión directa ni acción concreta para revertir el curso de los acontecimientos. En ese momento, la administración de Harry S. Truman priorizaba en Europa las operaciones en Alemania, Grecia y Turquía. En cuanto al Reino Unido, aunque diplomáticos británicos informaron sobre la situación húngara con preocupación, el gobierno británico ya había aceptado la primacía soviética en Europa del Este como parte del acuerdo informal de zonas de influencia alcanzado en Yalta. Desde la cancillería británica se insistió en la importancia de respetar la soberanía húngara, pero se descartó cualquier intervención. Francia, por su parte, no emitió una posición significativa, ocupada en sus propias dificultades internas y coloniales.